# BMW E24
Der BMW E24 ist ein viersitziges Coupé der Oberklasse von BMW und das erste Modell der 6er-Reihe. Seine Produktion begann im Oktober 1975 als Nachfolger der Baureihe E9. Der E24 wurde offiziell im März 1976 auf dem Genfer Auto-Salon vorgestellt. Er nahm zu weiten Teilen das Erscheinungsbild der im Mai 1977 präsentierten 7er-Reihe (E23) vorweg, baute aber noch auf der modifizierten und im Radstand leicht verkürzten Bodengruppe des ersten 5ers (E12) auf. Ab Modelljahr 1982 wurde dann die neue Bodengruppe der neuen 5er Reihe E28 verwendet, samt neu abgestimmtem Fahrwerk.
Im April 1989 wurde die Produktion des E24 beendet. Seine Nachfolge trat die 8er-Reihe an.

## Modellgeschichte

### Allgemeines

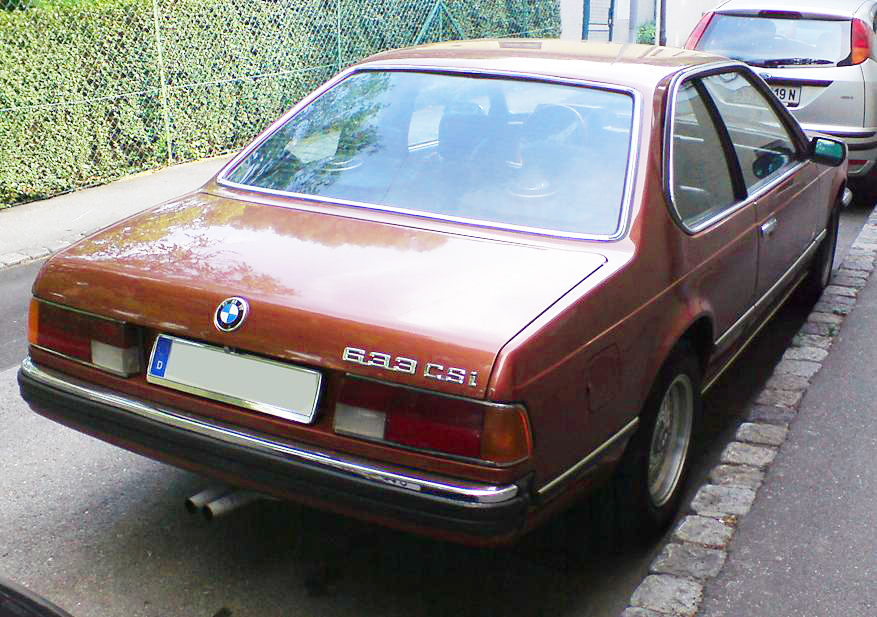
Heck des 633 CSi (1976–1982)

Als Nachfolger des Vorgängers E9 ist der E24 länger und breiter. Die während der Entwicklung durchgeführten Crashtests führten zu einer zwar schwereren, aber auch deutlich steiferen und sichereren Karosseriestruktur. Zusätzliches Gewicht brachte die komfortorientiertere Ausstattung. Die neu hinzugekommene B-Säule wurde mit schwarzem Kunststoff verkleidet, um sie optisch zurücktreten zu lassen und somit den Eindruck einer wie beim Vorgänger seitlich durchgehenden Fensterfläche herzustellen. Aufgrund der B-Säule konnten die hinteren Seitenscheiben jedoch nur noch ca. 20 cm versenkt werden.
BMW-Chefdesigner Paul Bracq hatte im Innenraum des E24 das mit der im Sommer 1972 vorgestellten ersten BMW 5er-Reihe (E12) eingeführte Designelement des fahrerbezogenen Cockpits weiter verfeinert, bei dem seit Einführung der ersten 3er-Reihe (E21) im August 1975 auch die Bedienelemente und Anzeigen in der Mittelkonsole zum Fahrerplatz hin gedreht sind. Dieses Designelement wurde über 25 Jahre bei allen Serienmodellen (außer dem BMW M1) beibehalten.
Der E24 wurde anfänglich komplett bei Karmann gebaut. Ab August 1977 wurden dort wegen schwankender Qualität nur noch die Rohkarossen gefertigt und im BMW-Werk Dingolfing endmontiert. Es kamen durchweg Sechszylinder-Reihenmotoren (M30 / M88) mit einer Leistung zwischen 184 und 286 PS zum Einbau. Insgesamt wurden 86.219 Wagen hergestellt. Von den Unternehmen Alpina, Hartge und Schnitzer Motorsport gab es veredelte Modelle, unter anderem das Alpina B7 Turbo Coupé mit einer Leistung bis zu 243 kW (330 PS).
Die ersten beiden Serienfahrzeuge, ein 630 CS mit der Fahrgestellendnummer 4360001 und ein 633 CSi mit der Nummer 4375001, rollten am 15. Oktober 1975 vom Band.
Der letzte E24, ein 635 CSi Automatik in Lachssilber mit der Fahrgestellnummer 1280940, wurde am 14. April 1989 hergestellt und am 31. Mai 1989 an den Kunden in Deutschland ausgeliefert, auf den es bereits am 26. Mai 1989 zugelassen worden war. Die Baureihe wurde damit nach insgesamt 86.216 gebauten Fahrzeugen zugunsten des größeren 8er-Coupés E31 eingestellt.
Mit einem Produktionszeitraum von über 13 Jahren ist der E24 die am längsten gelaufene Modellreihe von BMW. In dieser Zeit entstanden 86.216 Coupés.

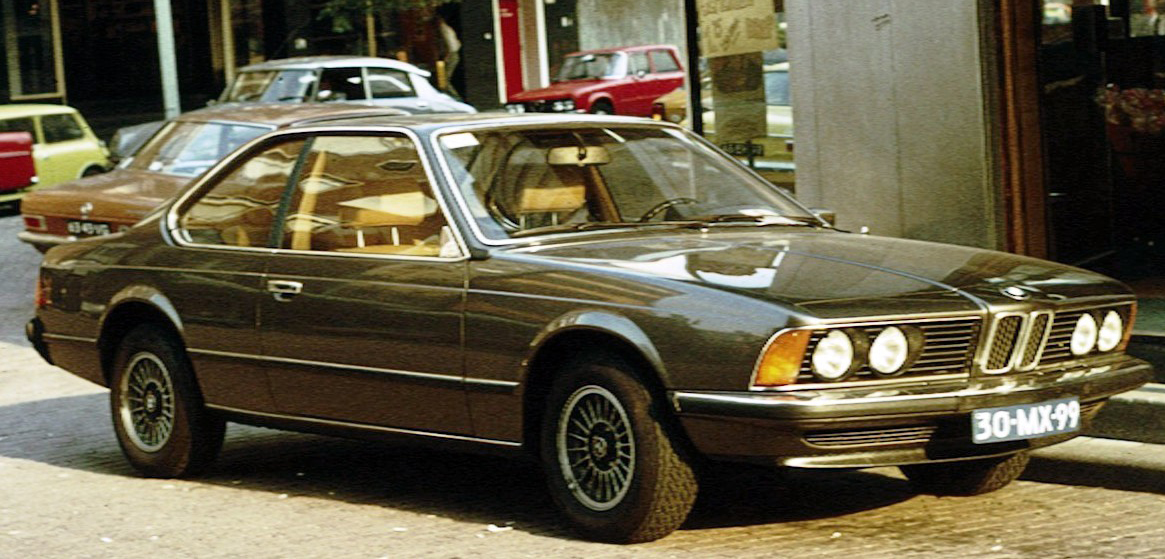
BMW 630 CS (1976–1979)
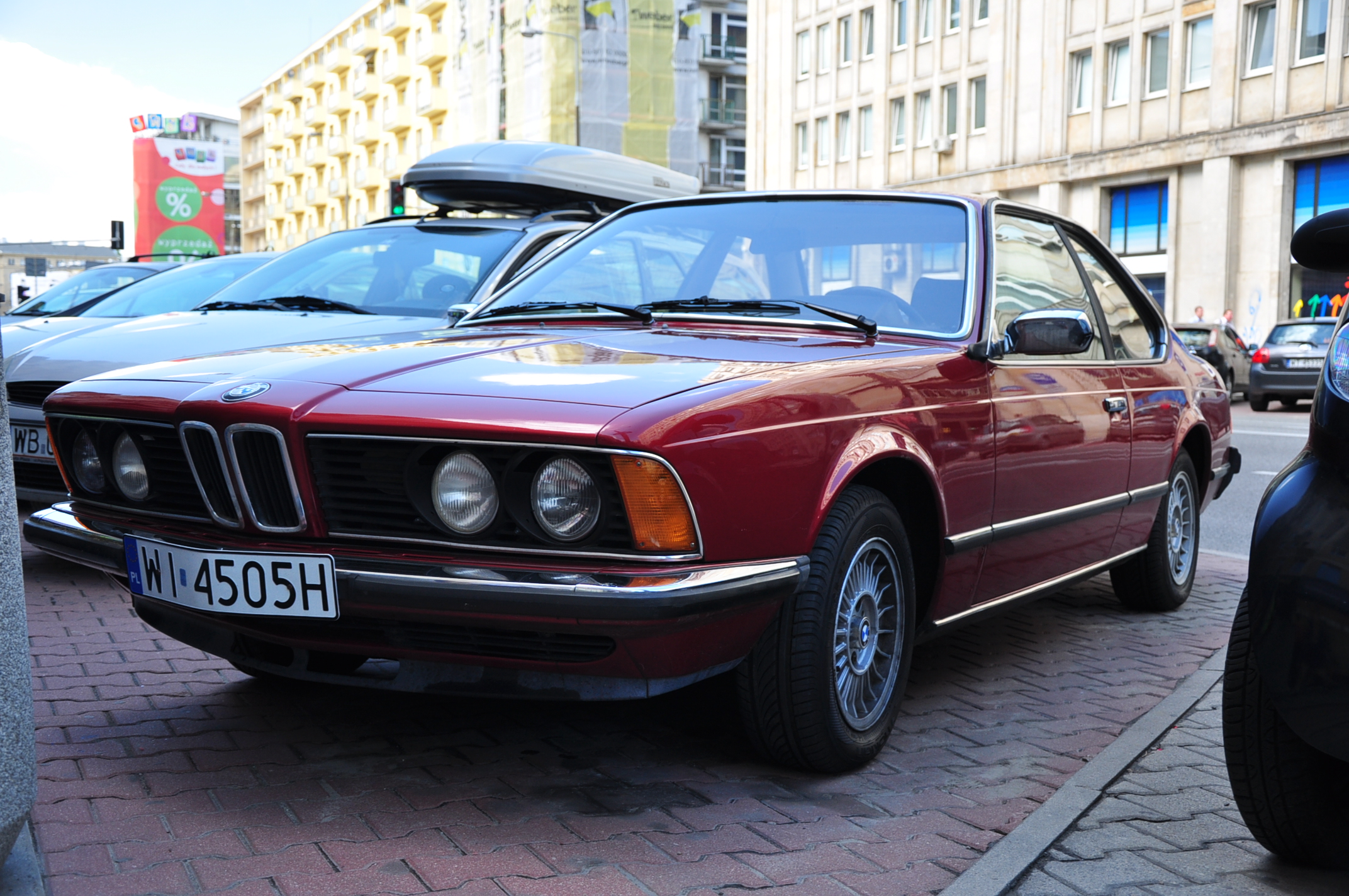
BMW 633 CSi (1976–1982)
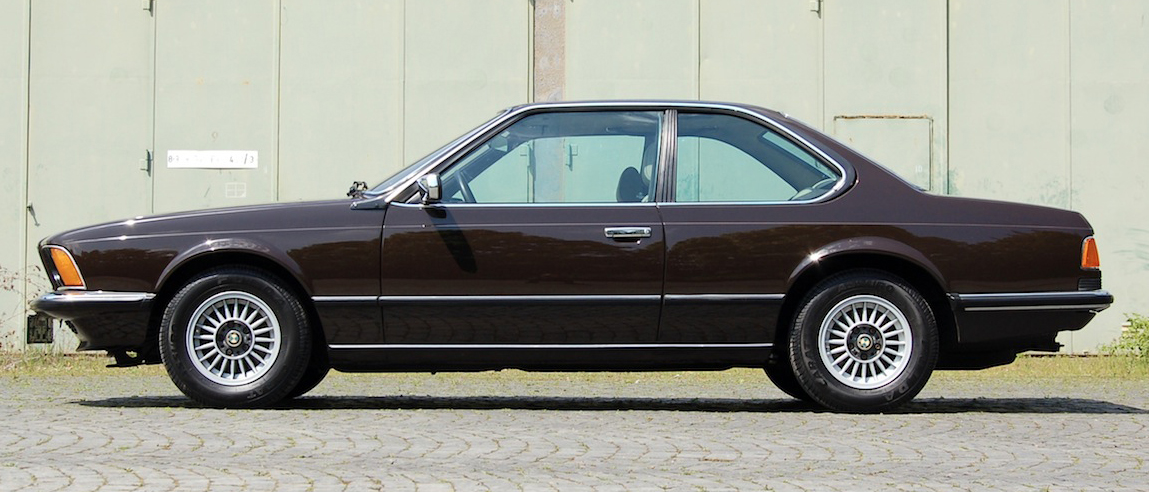
BMW 628 CSi (nach Modellpflege 1982–1987)
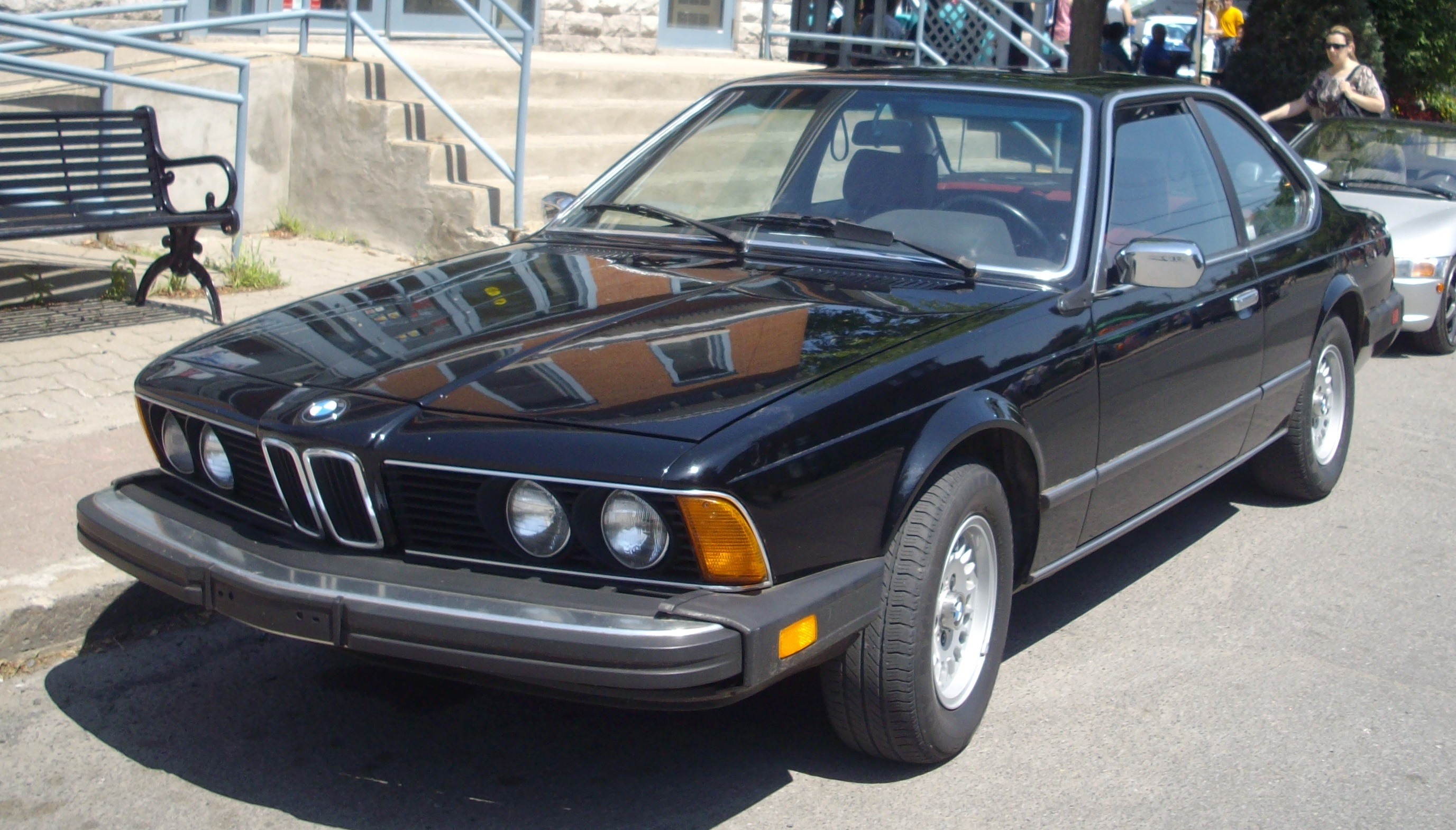
BMW 633 CS, US-Version (1987–1989)
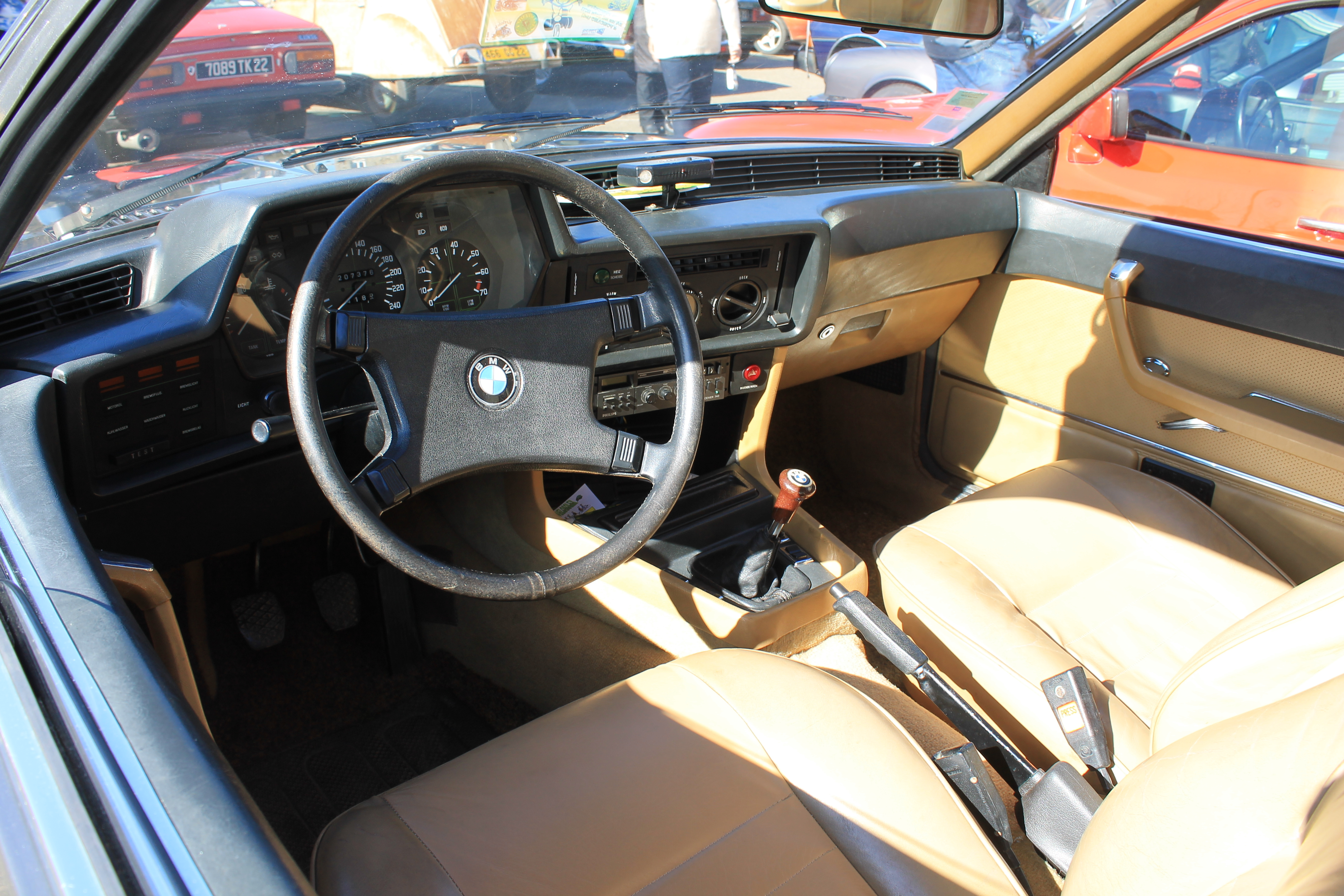
BMW E24, Interieur bis Modellpflege 1982

### 1976: 630 CS und 633 CSi
Zur Serieneinführung waren der 630 CS mit einem 3,0-Liter-Vergasermotor und der 633 CSi mit einem 3,2-Liter-Saugrohreinspritzer lieferbar; in den USA gab es zum Verkaufsstart den 630 CSi mit serienmäßigem Katalysator. Der Basispreis für den 630 CS betrug 40.600 DM und für den 633 CSi 43.100 DM.
Technische Neuerung war die sogenannte Check Control, die auf Knopfdruck dem Fahrer die Funktion der Brems- und Schlussleuchte, korrekten Füllstand von Kühlmittel, Motoröl, Bremsflüssigkeit und Scheibenwaschwasser sowie ausreichende Dicke der Bremsbeläge anzeigen konnte.
Die Serienausstattung war nach damaligen Maßstäben durchaus umfangreich, sie umfasste neben Komfortmerkmalen wie z. B. elektrische Zentralverriegelung, elektrische Fensterheber, elektrisch verstellbarer Außenspiegel, höhenverstellbarer Fahrersitz, längsverstellbares Lenkrad, Wärmeschutzglas sowie Sicherheitsdetails wie eine Servolenkung mit Sicherheitslenksäule und eine Verbundglas-Frontscheibe. Außerdem gab es Aluminiumräder, Halogenscheinwerfer und eine Nebelschlussleuchte, auch ein Drehzahlmesser war damals nicht selbstverständlich. Die bei Karmann gebauten E24 hatten serienmäßig Teilleder-Sitze (Sitz- und Lehnenfläche Stoff, Sitz- und Lehnenwangen Leder), die dann ab 1977 bei BMW gebauten 6er hatten sogar Ledersitze. Die Fondsitze waren durchweg als Einzelsitze ausgeführt.
Zu den ab Werk lieferbaren Sonderausstattungen gehörte beispielsweise die Klimaanlage, ein wahlweise elektrisches oder handbetätigtes Schiebedach, und ein 3-Gang-Automatikgetriebe.

### 1978: 635 CSi
Um nach den beiden eher komfort-orientierten Basismodellen auch wieder die sportliche Nische zu füllen, ergänzte 1978 der 635 CSi mit einem 3,5-Liter-Saugrohreinspritzer mit 218 PS das Modellangebot, zu einem Preis von 49.400 DM. Dieser unterschied sich schon äußerlich von den zwei anderen Modellen durch Front- und Heckspoiler, seitliche Zierstreifen und BBS-Aluminiumräder mit Kreuzspeichen.
Das Fahrwerk erhielt straffere Stoßdämpfer mit verstärkten Stabilisatoren, ein Fünfgang-Getriebe sowie ein Sperrdifferential mit 25 % Sperrgrad (gegen Aufpreis 40 %) waren serienmäßig. Im Innenraum gibt es vorne wahlweise Ledersitze oder Sportsitze von Recaro, die für 630 CS und 633 CSi gegen Aufpreis erhältlich waren, und die Instrumente im Cockpit waren beim 635 CSi mit roten statt weißen Zeigern versehen.
Dank des nun größeren Motors mit höherem Drehmoment und mehr Leistung konnte der 635 CSi im Test von auto motor und sport selbst Porsche 928 und Mercedes-Benz 450 SLC 5.0, die beide mit großen V8-Motoren und 240 PS antraten (und mit etwa 240 bzw. 232 km/h höhere Spitzengeschwindigkeiten erreichten, 635 CSi: 228 km/h), ausbeschleunigen: von 0 bis 200 km/h war der 635 CSi mit 36,5 s etwa zwei Sekunden schneller als seine rund 10.000 DM teureren Konkurrenten.

### 1979: 628 CSi
Der schon zu Serienbeginn nicht mehr uneingeschränkt zeitgemäße 630 CS, der mit seinem Dreilitermotor mit Solex-Doppelregistervergaser einen höheren Verbrauch hat als der hubraumgrößere und stärkere 633 CSi, wird 1979 durch den 628 CSi ersetzt, dessen 2,8-Liter-Saugrohreinspritzer mit 184 PS aus dem 528i übernommen wird und die Motor- und Fahrleistungswerte des alten Dreiliter-Motors nahezu erreicht. Dank der L-Jetronic ergibt sich nicht nur eine erhebliche Verbrauchsreduzierung insbesondere im Stadtverkehr, auch die Laufkultur des kleineren Motors ist besser. Der 628 CSi kostet anfangs 46.000 DM.

### 1982: Erste Modellpflege

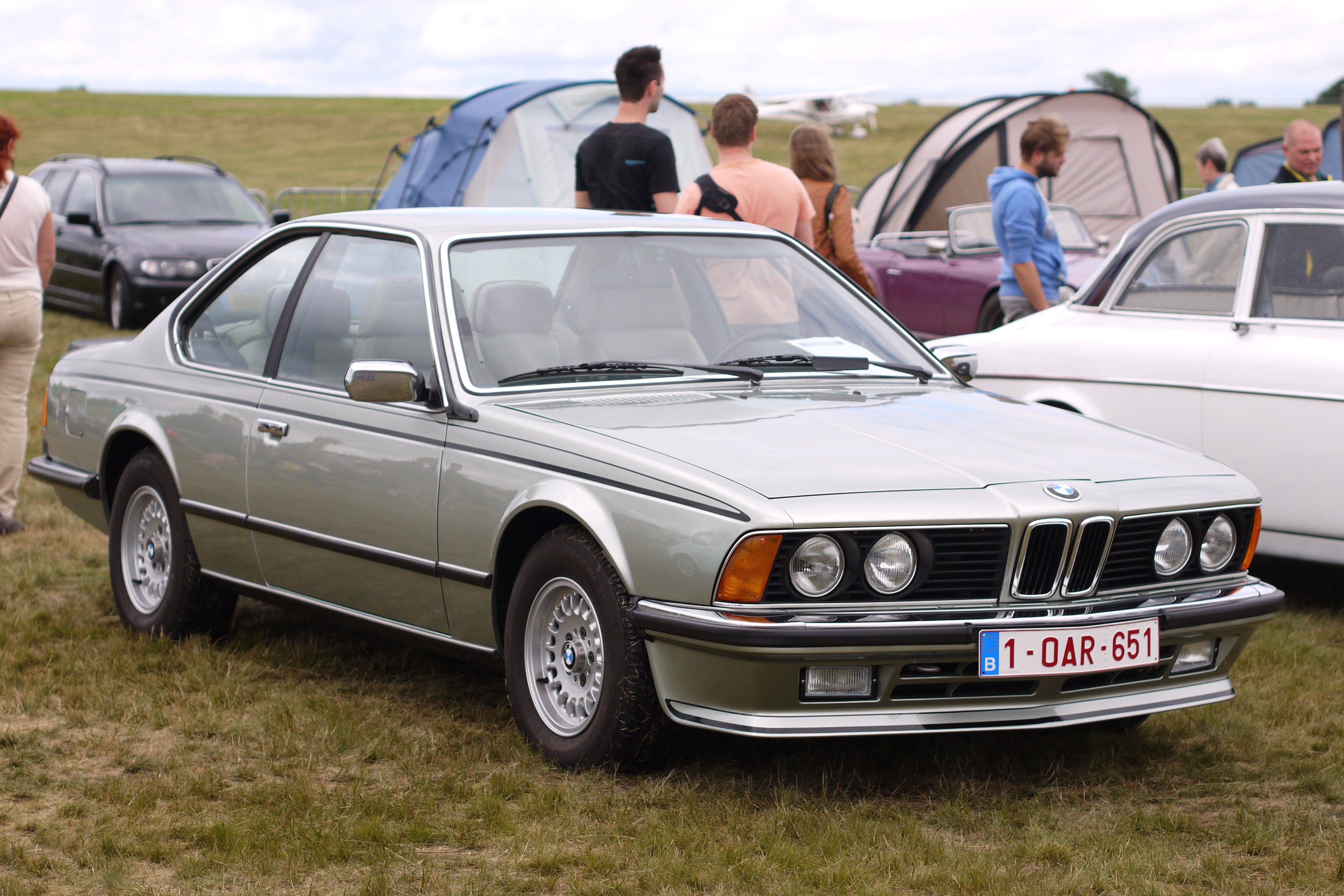
E24 ab 1982

Bei der großen Modellpflege im Mai 1982 gab es vor allem technisch grundlegende Änderungen: So wurde der 6er sowohl fahrwerkseitig wie auch motorentechnisch auf den Stand des E28, des Nachfolgers des E12, gebracht. Durch die Veränderungen am Fahrwerk konnte auch die Karosseriestruktur überarbeitet werden, die Karosserie wurde dabei nicht nur rund 50 kg leichter, sondern auch steifer. Die L-Jetronic des 635 CSi wurde durch die modernere Motronic von Bosch ersetzt, der Motor des 628 CSi lief unverändert weiter. Der 633 CSi wurde in Deutschland nicht mehr angeboten, für andere Märkte noch bis 1984 produziert. Für den 635 CSi wurde ABS serienmäßig, für den 628 CSi war es auf Wunsch erhältlich und gehörte erst ab 1984 zur Serienausstattung.
Durch das verringerte Gewicht, die überarbeitete Motorsteuerung und die nunmehr serienmäßigen 5-Gang-Schongetriebe konnten die Verbrauchswerte deutlich gesenkt werden: beim 628 CSi um 9,1 % oder 1 l/100 km, beim 635 CSi sogar 17,9 % oder 2,1 l/100 km, jeweils im kombinierten DIN-Drittelmix.
Der Front- und Heckbereich wurde leicht überarbeitet: So wurden nun generell größere Frontschürzen eingebaut, in die die (optionalen) Nebelscheinwerfer jetzt bündig eingebaut waren, am Heck reichte die Stoßstange bis an die Radläufe heran. Beim 635 CSi waren die (serienmäßigen) Nebelscheinwerfer nun in den Frontspoiler integriert. Die offizielle Typ-Bezeichnung lautete nun BMW 6 CS/1.
Im Innenraum wurden die Instrumente geändert: Der Tachometer saß nun nicht mehr in der Mitte der Instrumentenkombination, flankiert vom Drehzahlmesser rechts und Tankuhr sowie Kühlmitteltemperaturanzeige links, sondern wie bei den bereits eingeführten BMW E28 und modellgepflegten BMW E23 sind Tacho und Drehzahlmesser nun gleich groß und nach außen gewandert, Tankuhr und Temperaturanzeige sind in der Mitte übereinander angeordnet, dazwischen befindet sich die im E24 nun ebenfalls vorhandene Service-Intervall-Anzeige. Diese errechnet aus der Motorbelastung und Kaltstarthäufigkeit die Zeit bis zum nächsten Ölwechsel oder der nächsten Inspektion, außerdem wird einmal jährlich zum Bremsflüssigkeitswechsel aufgefordert.
Die Check-Control wurde jetzt nicht mehr nur auf Tastendruck aktiv, sondern überwachte nunmehr selbsttätig Kühlmittelstand, Motorölstand, Abblendlicht, Bremslicht, Schlusslicht, Kennzeichenleuchten und Waschwasserstand, auf einen Fehler wurde mit elektronischem Gong und einer zentral platzierten Warnlampe hingewiesen; Bremsflüssigkeitsstand und ausreichende Stärke der Bremsbeläge werden jetzt separat überwacht.
Ebenfalls neu war der für den 628 CSi als Sonderausstattung lieferbare und im 635 CSi serienmäßige Bordcomputer, der nicht nur Uhrzeit und Datum, sondern auch Außentemperatur (mit Eiswarnung unter +3 °C), Durchschnittsgeschwindigkeit und -verbrauch anzeigen konnte, auch konnte eine Geschwindigkeitsgrenze programmiert werden, bei deren Überschreiten durch ein akustisches Signal gewarnt wurde. Außerdem konnte eine Reiseentfernung eingegeben werden, aus der der Bordcomputer unter Zuhilfenahme der dann nach Reiseantritt bereits zurückgelegten Entfernung und der Durchschnittsgeschwindigkeit eine Ankunftszeit prognostizierte. Ebenfalls möglich war eine Wegfahrsperre nach Codeeingabe, die nach Wiedereinschalten der Zündung zum erneuten Eingeben des Codes aufforderte, andernfalls die Zündung sperrte und nach dreimaligem Fehlversuch die Fahrzeughupe für 30 Sekunden einschaltete. 1984 entfiel dann die Funktion der Berechnung der Ankunftszeit, dafür war die rollierende Anzeige der Angaben des dann BC II genannten Bordcomputers vom Blinkerhebel aus fernsteuerbar. Bei der Anzeige selbst wurde von LEDs zu einem hintergrundbeleuchteten LC-Display gewechselt.
An die Stelle der drei Drehregler für Temperatur (links), Luftmenge (mittig, bis 1979 mit analoger und später digitaler Uhr) und Luftverteilung (rechts) traten zwei äußere Drehregler für Temperatur und Luftmenge, dazwischen waren nunmehr drei Schieberegler für die Verteilung der Luftmenge angeordnet. Für die Innenraumtemperierung gibt es ab sofort eine elektronische Temperaturregelung. Die digital anzeigende Uhr, als Sonderausstattung auch mit Außentemperaturanzeige oder als Bordcomputer erhältlich, sitzt darunter an der rechten Seite der Mittelkonsole, links daneben ist Platz für das Autoradio. Das Funktionsschema der als Sonderausstattung erhältlichen Klimaanlage hat sich jedoch nicht geändert, nach wie vor wird im Umluftprinzip die zu kühlende Luft aus dem Innenraum durch einen Grill unten in der Mittelkonsole angesaugt, gekühlt, und durch die Mittelgrills des Instrumententrägers wieder in den Innenraum geblasen. Eine Verteilung der gekühlten Luft zur Frontscheibe oder zum Fußraum war (und blieb) nicht möglich. Auch hielten andere Schalter für die elektrischen Fensterheber und Außenspiegel Einzug.
Die serienmäßige Zentralverriegelung hat als Diebstahlschutz nun eine zusätzliche Entriegelungssperre, die verhindert, dass das Fahrzeug bei aktivierter Sperre von innen geöffnet werden kann. Die Scheibenwaschdüsen und der Fahrer-Außenspiegel sind elektrisch beheizt; durch Betätigen des Türgriffs wird die Heizung des Fahrertürschlosses aktiviert.
In Deutschland kostete ein 628 CSi nun (03/82) 51.800 DM, ein 635 CSi 61.300 DM. Vor der zweiten Modellpflege lag der Preis des 628 CSi bei 67.000 DM, der des 635 CSi bei 78.000 DM (04/87).

### 1984: M635CSi

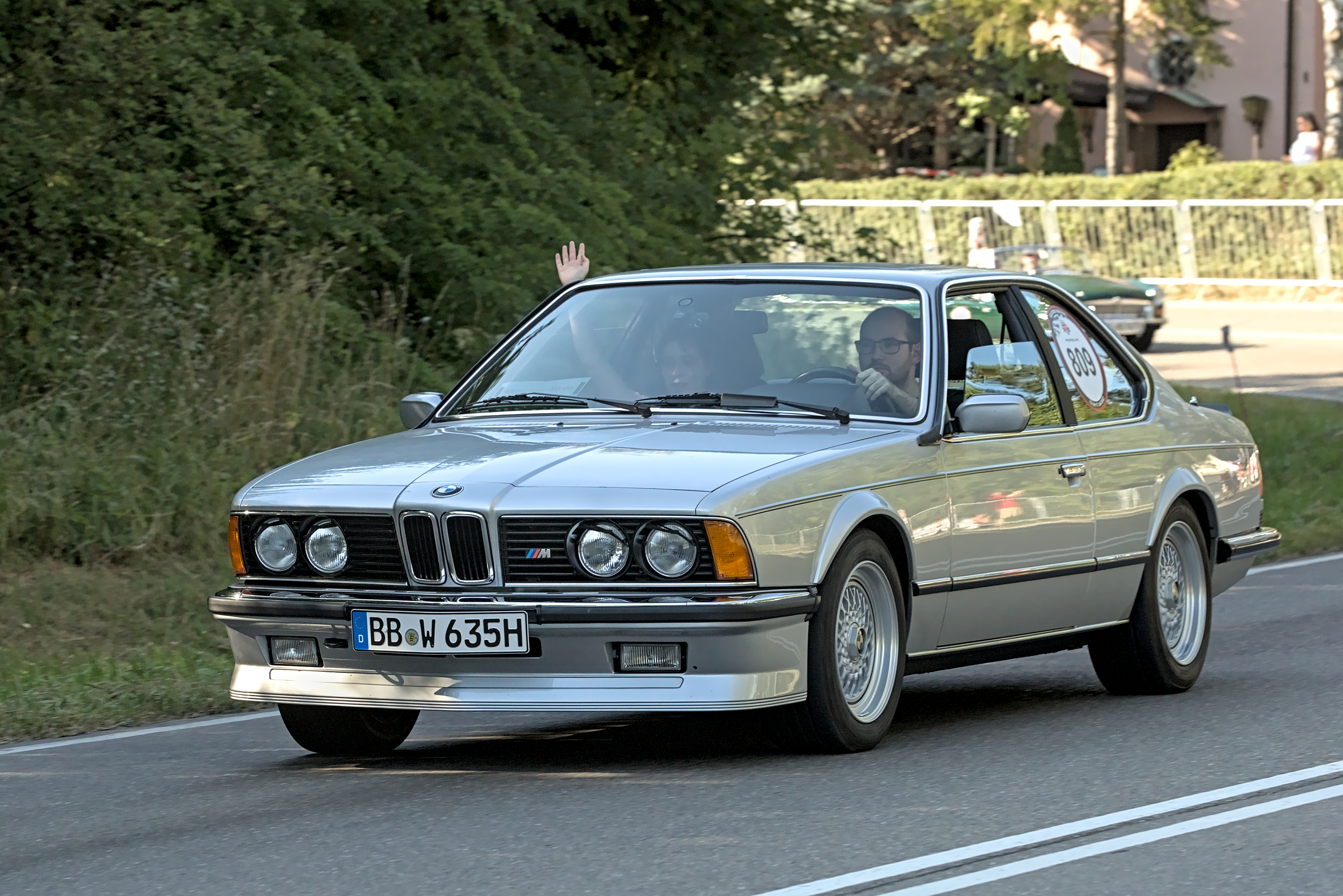
BMW M635CSi (1985)

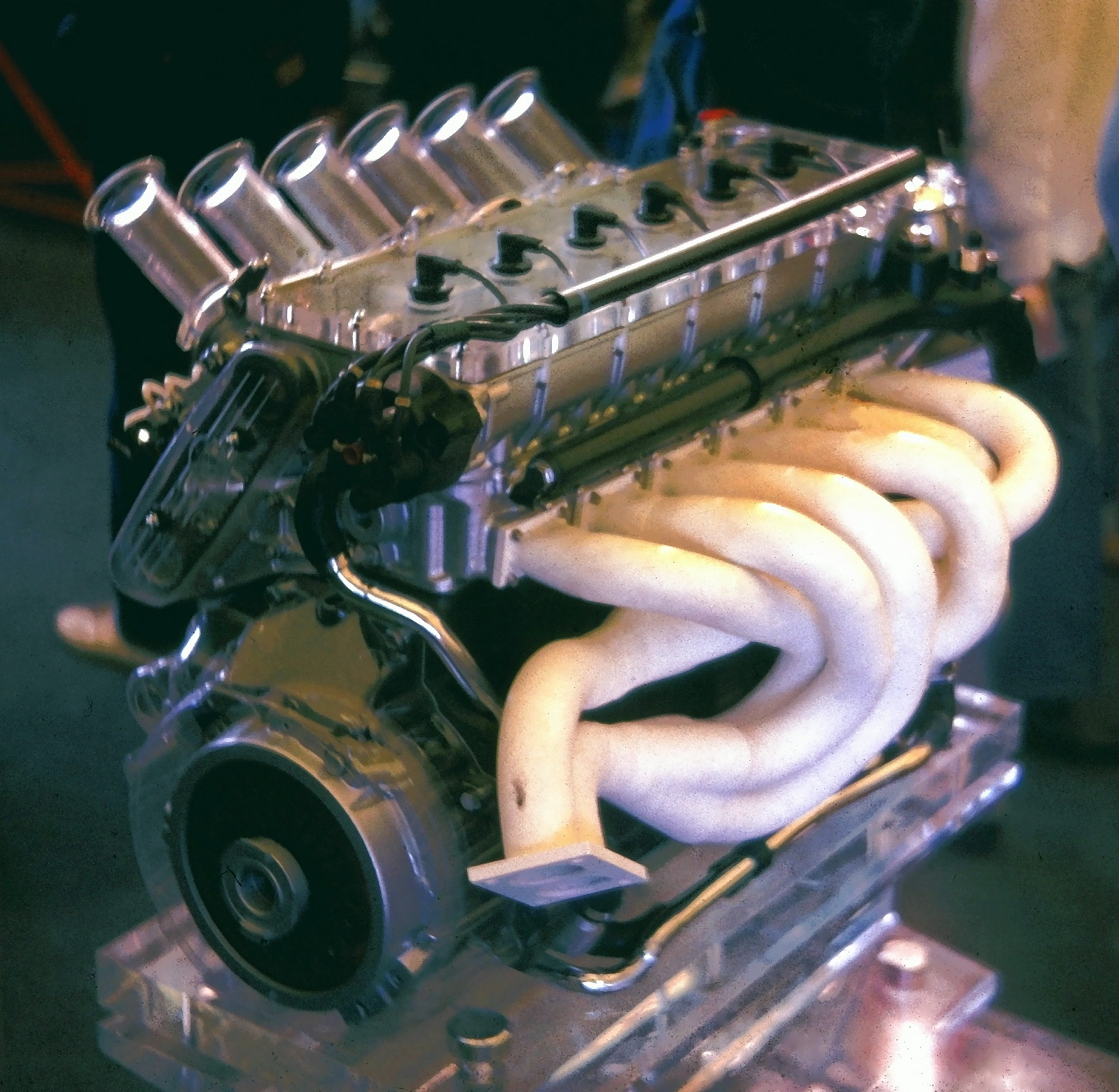
BMW-M88-Motor, zu Ausstellungszwecken teilweise aus Plexiglas

Ab April 1984 gab es eine Sportversion des BMW 635CSi, den von der BMW Motorsport GmbH entworfenen, jedoch bei der BMW AG gebauten BMW M635CSi (im Gegensatz zum ersten M5 der Baureihe E28, der bei der Motorsport vom Band lief und dementsprechend als Hersteller die BMW Motorsport GmbH im Kfz-Brief verzeichnet war), der mit einem vom BMW M1 stammenden, jedoch überarbeiteten Vierventil-Motor mit zwei obenliegenden Nockenwellen (DOHC) und sechs Einzeldrosselklappen ausgerüstet war. Motorcode für den hochverdichteten Motor ist BMW M88/3, für den niederverdichteten Motor für die Fahrzeugvariante mit geregeltem Drei-Wege-Katalysator S38B35. Die niedrigere Verdichtung für den S38B35 war notwendig, da bleifreies Benzin damals noch nicht mit einer dem Superbenzin vergleichbaren, hohen Oktanzahl verfügbar war. Der M635CSi kostete 1983, als er zum ersten Mal in den Preislisten auftauchte, 89.500 DM; im September 1986 als M635CSi mit Katalysator 102.050 DM.
Das verstärkte Schaltgetriebe mit der Bezeichnung 280/5 von Getrag war zwar ein Sportgetriebe mit längerem ersten Gang und enger Spreizung, hatte jedoch nicht das Sport-Schaltschema mit hinten links liegendem ersten Gang (engl. „dog-leg-shifter“) des BMW M535i (E28). Das Hinterachsgetriebe erhielt ein Lamellen-Selbstsperrdifferential mit 25 % Sperrgrad.
Das Fahrwerk wurde durch eine Tieferlegung um 10 mm sowie durch andere Federn und Gasdruck-Stoßdämpfer und verstärkten Stabilisatoren an die höheren Fahrleistungen angepasst. Die Bremsen wurden ebenfalls verstärkt, es kamen vorne nun größere Bremsscheiben mit 300 mm Durchmesser (innenbelüftet) zum Einsatz, ergänzt durch Vierkolben-Festsättel vorn. Das Bremssystem war als Doppel-Zweikreisbremssystem ausgelegt (die schwächeren Modelle hatten rundum Einkolben-Faustsättel sowie Bremsscheiben mit 284 mm Durchmesser und ein Diagonal-Zweikreissystem). ABS war serienmäßig vorhanden.
Die größere Starterbatterie mit einer Kapazität von nunmehr 88 Ah war im Kofferraum untergebracht, einerseits weil im Motorraum kein Platz mehr war, andererseits weil durch die damit höhere Belastung der Hinterachse die Traktion verbessert wurde.
Äußerlich unterschied sich der M635CSi von den anderen Modellen durch einen tiefer heruntergezogenen Frontspoiler mit integrierten Nebelscheinwerfern, einem Heckspoiler (wie 635CSi) und durch die in Wagenfarbe lackierten Außenspiegeln; im Gegensatz zu den schwächeren Modellen waren hier Fahrer- und Beifahrer-Außenspiegel serienmäßig. Wenn als Sonderausstattung die breitere 240/45 VR 415 TRX-Bereifung auf geschmiedeten BBS-Felgen geordert wurde (Serienbereifung TRX 220/55 VR 390 auf geschmiedeten Fuchs-Felgen), kamen in Wagenfarbe lackierte Radausschnittsblenden hinzu.
Im Innenraum waren Sportsitze und ein Sport-Lederlenkrad serienmäßig, ebenso eine geänderte Instrumentierung mit Tachometer bis 280 km/h und Drehzahlmesser bis 8000 min−1 mit rotem Bereich ab 6900 min−1, die bei den anderen Modellen im unteren Bereich des Drehzahlmessers befindliche Verbrauchsanzeige entfiel, wurde jedoch nicht wie bei anderen M-Modellen (z. B. M3 E30 und alle späteren M-Modelle, abgesehen vom 850CSi) durch eine Motoröl-Temperaturanzeige ersetzt; an dieser Stelle befand sich das „///M“-Logo.
Er erreichte mit 286 PS bei 6500 min−1 und 340 Nm bei 4500 min−1 bei einem Leergewicht von rund 1510 kg eine Höchstgeschwindigkeit von 255 km/h und eine Beschleunigung von 0 auf 100 km/h in 6,4 Sekunden.

### 1987: Zweite Modellpflege
Die zweite zum Mai 1987 durchgeführte Modellpflege fiel äußerlich etwas auffälliger aus. So wurden die für den US-Markt bereits bekannten, vergrößerten Stoßfänger vorn wie hinten angepasst und mittels der aus seinerzeit aktuellen BMW-Modellen bekannten Prallboxen, welche Stöße bis 15 km/h abfangen (bis 8 km/h reversibel per hydraulisch gedämpften Federelementen, darüber bis 15 km/h irreversibel per vergleichsweise einfach austauschbaren Deformationselementen), an alle Modelle montiert. Seitlich wurden die Stoßstangen nun mit in Wagenfarbe lackierten Plastikblenden verziert. Der Frontspoiler wurde noch voluminöser und war jetzt für 635 CSi und M635 CSi identisch.
Die vergrößerten Stoßfänger sorgen auch für die nun auf 4815 mm angewachsene Fahrzeug-Länge.
Die Technik wurde auf den Stand des 1986 vorgestellten E32 gebracht, was am deutlichsten durch den Einsatz der nun in allen BMWs verwendeten DE-Scheinwerfern (Dreifach-Ellipsoid) zum Ausdruck kommt. Auch die Nebelscheinwerfer wurden mit dieser Linsentechnik ausgestattet.
Der 628 CSi entfiel, der 635 CSi wurde mit dem überarbeiteten 3,5-Liter-Motor der E32/E34-Baureihen mit 155 kW (211 PS) (mit Katalysator) bzw. 162 kW (220 PS) (ohne Katalysator) ausgestattet. Die im Programm verbleibenden Modelle 635 CSi und M635 CSi wurden jetzt serienmäßig als Katalysator-Modelle ausgeliefert, die jeweiligen hochverdichteten Varianten ohne Katalysator waren jedoch weiterhin auf Kundenwunsch lieferbar.
Die Überarbeitung am 6er schlug sich auch im Preis nieder, ein 635 CSi (Kat.) kostete im Juni 1987 80.000 DM und der M635 CSi (Kat.) 106.000 DM.
Die offizielle Typ-Bezeichnung war zwar nach wie vor BMW 6 CS/1, inoffiziell wird diese letzte Version des E24 jedoch häufig als CS/2 bezeichnet.
Trotz dieser Modellpflege machte nicht zuletzt der bereits 1986 erschienene Siebener der Baureihe E32 deutlich, dass der E24 ein zwar schönes, aber technisch nur noch in wenigen Details aktuelles Fahrzeug war.
Bereits 1986 schrieb Eckhard Eybl in der Zeitschrift auto motor und sport über den M5 E28 und M635 CSi: „Limousine und Coupé sind beide nicht mehr taufrisch, beinahe schon graumeliert und werden bald auf die ersten Erlkönig-Zeichnungen ihrer Nachfolger treffen. Langgepflegte Baureihen haben aber einen Vorteil, den auch junge Fürstinnen ganz gerne entdecken. Sie sind ausgereift und erfahren bis in die letzten Getriebezahnräder; auch diese beiden BMW stehen im Zenit – viel mehr ist innerhalb dieses technischen Rahmens kaum noch möglich.“

## Tuner

### Alpina
Aufgrund des Baukasten-Systems der BMW-Motoren war es für Alpina ein Leichtes, auch im neu erschienenen 6er-Coupé für ebenso alltagstaugliche wie sportliche Leistungssteigerungen zu sorgen.
Für die zu Beginn des E24 angebotenen BMW 630 CS und 633 CSi konnten die bereits bekannten, B2 und B8 genannten Motoren aus den Baureihen 5er E12, Limousine E3 und Coupé E9 übernommen werden; der Buchstabe B bezeichnet dabei den großen Sechszylinder M30, die darauffolgende Zahl die jeweilige Entwicklungsstufe.
Ab 1978 firmierte Alpina als eigenständiger Fahrzeughersteller, zu den ersten richtigen Alpinas zählte das anfangs BMW Alpina 630 Turbo genannte B7 Turbo Coupé, das sich mit 300 PS und 260 km/h nicht nur in den sportwagenähnlichen Leistungsdaten, sondern mit 79.990 DM auch preislich nach oben absetzte. Zum Vergleich: ein 240 km/h schneller Porsche 928 kostete 58.800 DM, ein 'nur' 182 km/h schneller Golf I GTI 13.580 DM (1976).

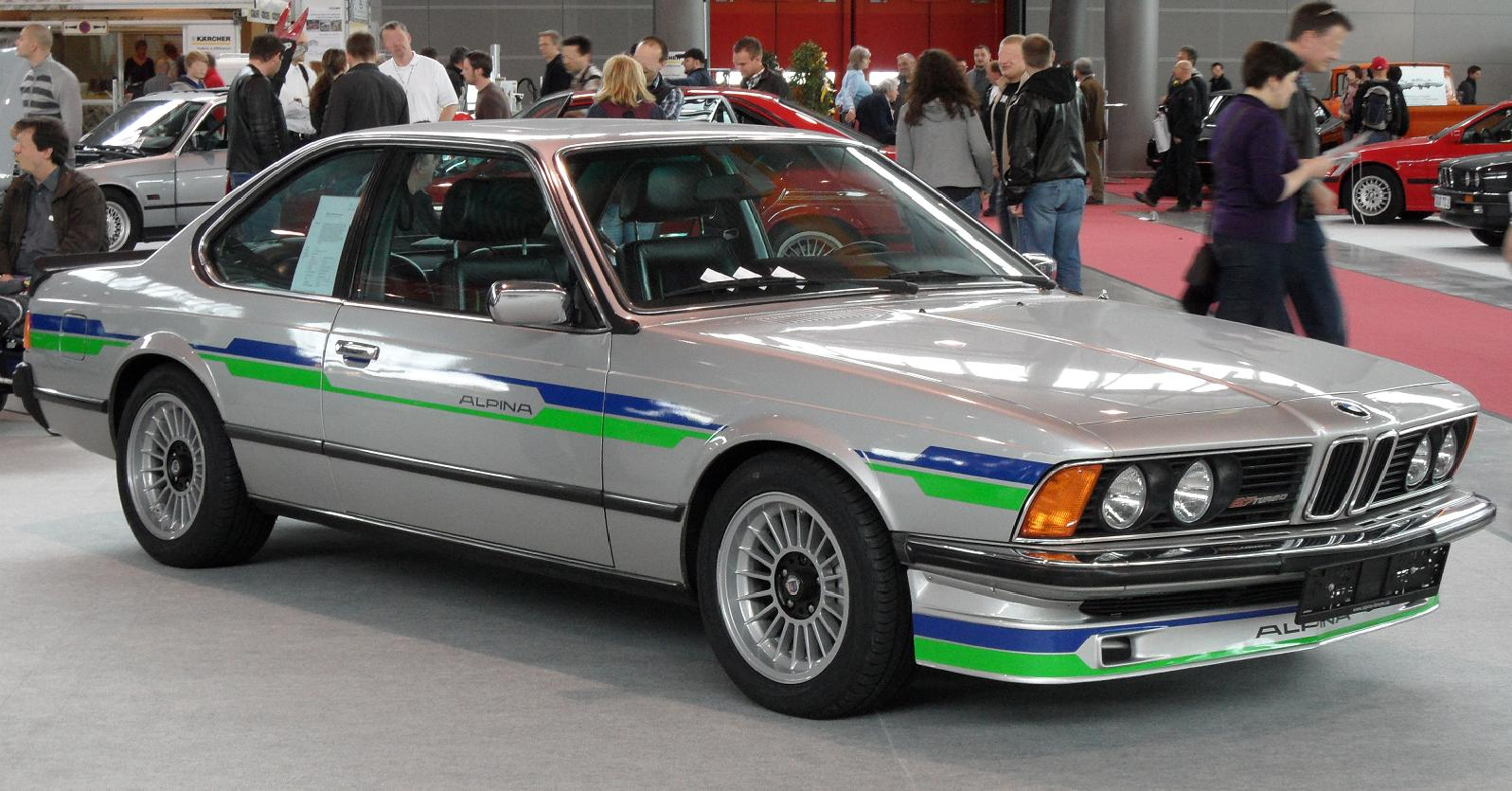
Alpina B7 Turbo Coupé
(1981; Seriennummer 255)

Aber auch technisch machte der B7 Turbo-Antrieb auf sich aufmerksam: der maximale Ladedruck des Turboladers konnte per Dampfrad vom Fahrersitz aus von maximal 1,85 bar auf 1,55 bar (entsprechend 250 PS) abgesenkt werden, und für eine verbesserte Leistungsentwicklung bei niedrigen Drehzahlen, also vor Einsetzen des Turboladers (Turboloch), sorgte eine spezielle abgestimmte Resonanz-Aufladung. Diese damals so genannte Kombinierte Aufladung wurde vom ungarischen Ingenieur Dr. Cser entwickelt und vom Leiter der Alpina-Motorenentwicklung Fritz Indra zum ersten Mal in einem Serienfahrzeug verwirklicht. Die Saugrohreinspritzung übernahm eine elektronisch gesteuerte, luftmengenmessende Pierburg DL-Anlage, und für den richtigen Zündzeitpunkt sorgte eine gleichermaßen elektronische, kontaktlos gesteuerte Dr. Hartig-Zündanlage.
Nachdem BMW auf die neue Bosch Motronic umgestellt hatte, profitierten die B7-Turbos ebenfalls von dieser Motorsteuerung, die hier die Steuerung von Ladedruck, Zündung und Einspritzung integrierte und koordinierte. Nachdem Alpina als erster Fahrzeughersteller die neuen Metallkatalysatoren von Emitec, aufgrund des geringeren Abgas-Gegendrucks im Vergleich zu Katalysatoren mit Keramikträger, in der Serienfertigung einsetzte, übernahm die Motronic auch die Lambdaregelung.
Etwas im Schatten der Aufmerksamkeit standen die nicht ganz so starken Modelle B9 und B10, die jedoch dank ihrer Ausgewogenheit aufgrund der starken Saugmotoren in bester Tradition der klassischen Gran Turismo standen.
Der erst ab 1982 gebaute B9 baute auf dem 635 CSi auf, die Leistungssteigerung wurde durch klassisches Motortuning erreicht: die halbkugelförmig ausgearbeiteten Brennräume sorgen für eine bessere Verbrennung des durch die bearbeiteten Ansaugkanäle und der Nockenwelle mit nur leicht längerer Öffnungszeit (268 °KW statt 264 °KW) und geänderter Nockenform vermehrt eingeströmten Gemischs, die Motronic wurde passend neu abgestimmt. Trotz deutlich besserer Fahrleistungen verbraucht das B9 Coupé weniger Kraftstoff als der zugrundeliegende Serien-BMW. Allerdings liegt der B9 mit einem Preis von 72.950 DM (1982) in derselben Preisklasse wie ein Mercedes-Benz 500 SEC, das ist sicherlich einer der Gründe dafür, dass vom B9 und seinem 1985 erschienenen Nachfolger B10 nur insgesamt 119 Fahrzeuge gebaut werden.

### Schnitzer
Vom 635 CSi des Typs 6 CS/1 baute Schnitzer 1982/83 insgesamt 17 Fahrzeuge zu einem Schnitzer S6 um, mehr als 100 weitere Umbausätze verkaufte Schnitzer an Autowerkstätten, die ihrerseits einen E24 umrüsteten. Der S6 hatte einen leistungsgesteigerten Motor mit 180 kW (245 PS) bei 6000 min−1 und einem Drehmoment von 322 Nm, er erreichte damit eine Höchstgeschwindigkeit von 244 km/h.

### Hartge
Auch die Herbert Hartge GmbH hat von 1982 bis 1987 vom E24 Umbauten angefertigt. Auf der Basis des 635 CSi gab es den H6s mit 177 kW (241 PS) und den H6sp mit 187 kW (254 PS), die erreichbaren Höchstgeschwindigkeiten lagen bei 235 bzw. 243 km/h.
Außerdem gab es auf der Basis des M635 CSi den H6-24, modifiziert wurden hier die Nockenwellen und die Verdichtung wurde auf 11,0:1 angehoben, mit einer auf diese Motoränderungen abgestimmten Motronic wurde die Motorleistung mit 244 kW (332 PS) bei 6800 min−1 und das Drehmoment mit 355 Nm bei unveränderten 4500 min−1 angegeben. Der H6-24 erreichte damit maximal 262 km/h und eine 0–100 km/h-Beschleunigungszeit von 6 Sekunden; die Zunahme der Höchstgeschwindigkeit fällt im Vergleich zum M635 CSi nicht sehr deutlich aus, da die Hinterachsübersetzung des Basisfahrzeugs übernommen wurde.
Ebenso wie von Schnitzer wurden auch von Hartge Spoilersätze, Fahrwerksmodifikationen, Sportlenkräder und Alufelgen angeboten. Anders als die vergleichsweise dezenten Alpina-Spoiler wurde von beiden jedoch optisch eher auffällige Lösungen angeboten.

### BMW 633 CSi TWR Hallmark Edition
In den frühen 1970er Jahren hatte Tom Walkinshaw begonnen, mit Alpina-Teilen den BMW 3,0 CSL zu verfeinern und in Rennen einzusetzen (u. a. Sieg 1976 bei den 6 Stunden von Silverstone, Fahrer John Fitzpatrick), in den späten 1970ern bis 1985 war TWR (Tom Walkinshaw Racing) dann Alpina-Haupthändler für den britischen Markt.
Als 1978 der 635 CSi erschien, gab es bei britischen Händlern noch geringe Restbestände des damit auf dem europäischen Markt auslaufenden 633 CSi. Um diese möglichst erfolgreich abverkaufen zu können, wurde von BMW Great Britain zusammen mit TWR die sogenannte TWR Hallmark Edition aufgebaut. Alle diese Fahrzeuge waren Rechtslenker, bis auf zwei Handschalter (einer davon gehörte Derek Bell) hatten alle ein Automatikgetriebe; Gesamtstückzahl war 26 (manche Quellen sprechen auch von 56).
Folgende Merkmale zeichneten die TWR Hallmark Edition aus:
- Alpina-Leichtmetallfelgen 7×16 (vorne) und 8×16 (hinten) mit Pirelli P7-Reifen
- Alpina-Frontspoiler, jedoch kein Heckspoiler
- Alpina/Bilstein-Fahrwerk und leistungsfähigere Bremsen
- Handlinierte, umlaufende schmale Doppelstreifen auf der Höhe der Karosserieschulter sowie ein ebenfalls handliniertes „H“ auf dem Frontspoiler
- Aschenbecher-Abdeckung aus massivem Silber mit eingeprägtem „H“ und natürlich einem „Hallmark“; davon abgeleitet ist der Name der TWR Hallmark Edition
- Vordere Kopfstützen mit silberner „H“-Plakette an den Seiten

Der Aufpreis für ein Fahrzeug aus der TWR Hallmark Edition betrug rund £ 4.000 (umgerechnet rund 16.000 DM) und hob den Preis des 633 CSi damit in den Bereich von £ 20.000, damit war er teurer als der neuere 635 CSi.

### Sonstige
Neben den bereits genannten Herstellern gab es noch weitere Unternehmen, die zumeist optische „Veredlungen“ für den E24 anboten. Dazu zählen die Zubehörhersteller, wie z. B. Kamei und Zender, aber auch Breit-Umbauten von Unternehmen wie Langenberg, Koenig-Specials, Gemballa und ABC-Exclusive, wobei insbesondere die beiden letzteren auch den Innenraum durch den Einbau von Fernsehgeräten und umfangreichen Stereoanlagen bis hin zu kleinen Kühlschränken erheblich modifizierten.

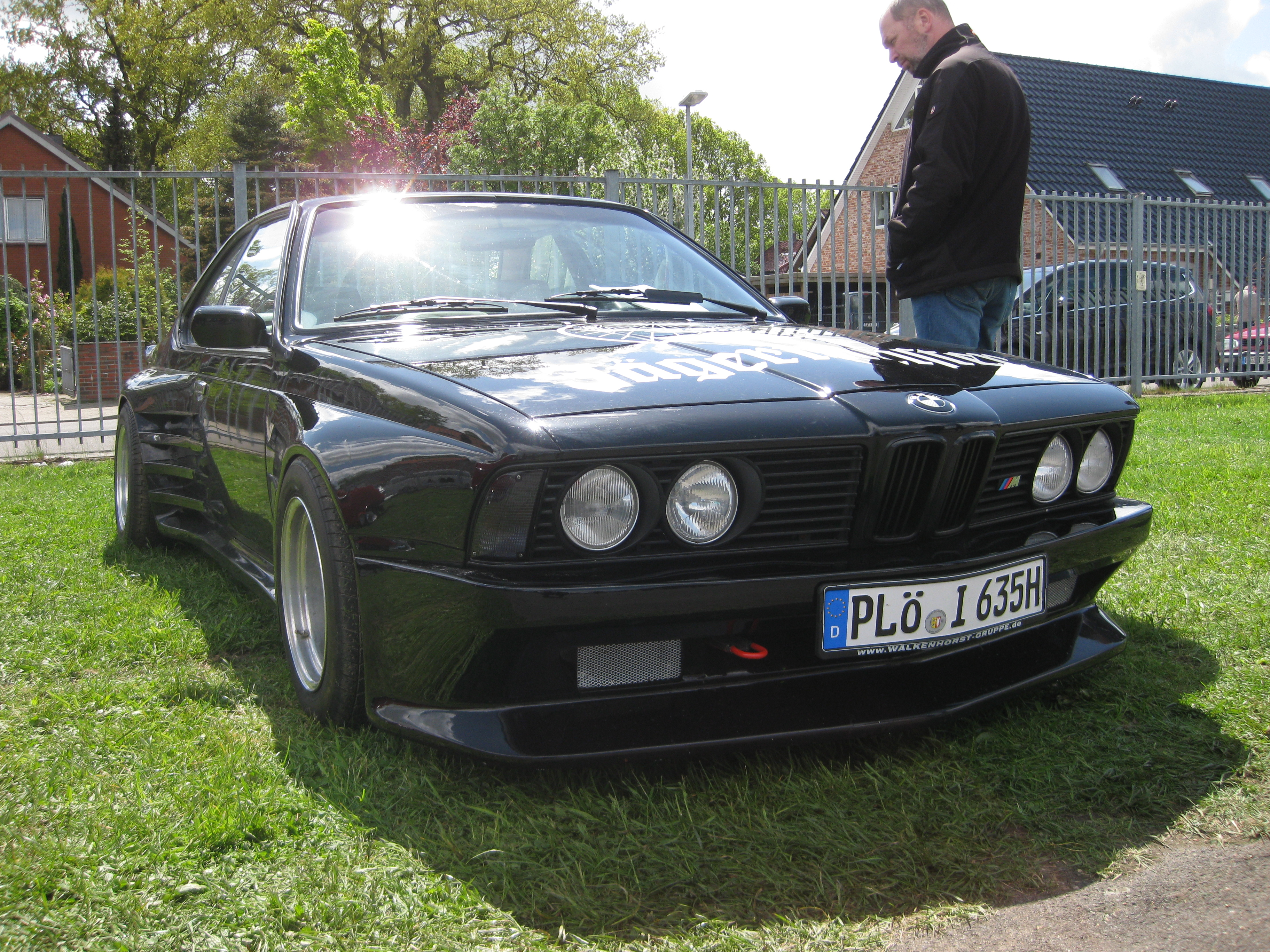
Frontansicht Langenberg Breitbau
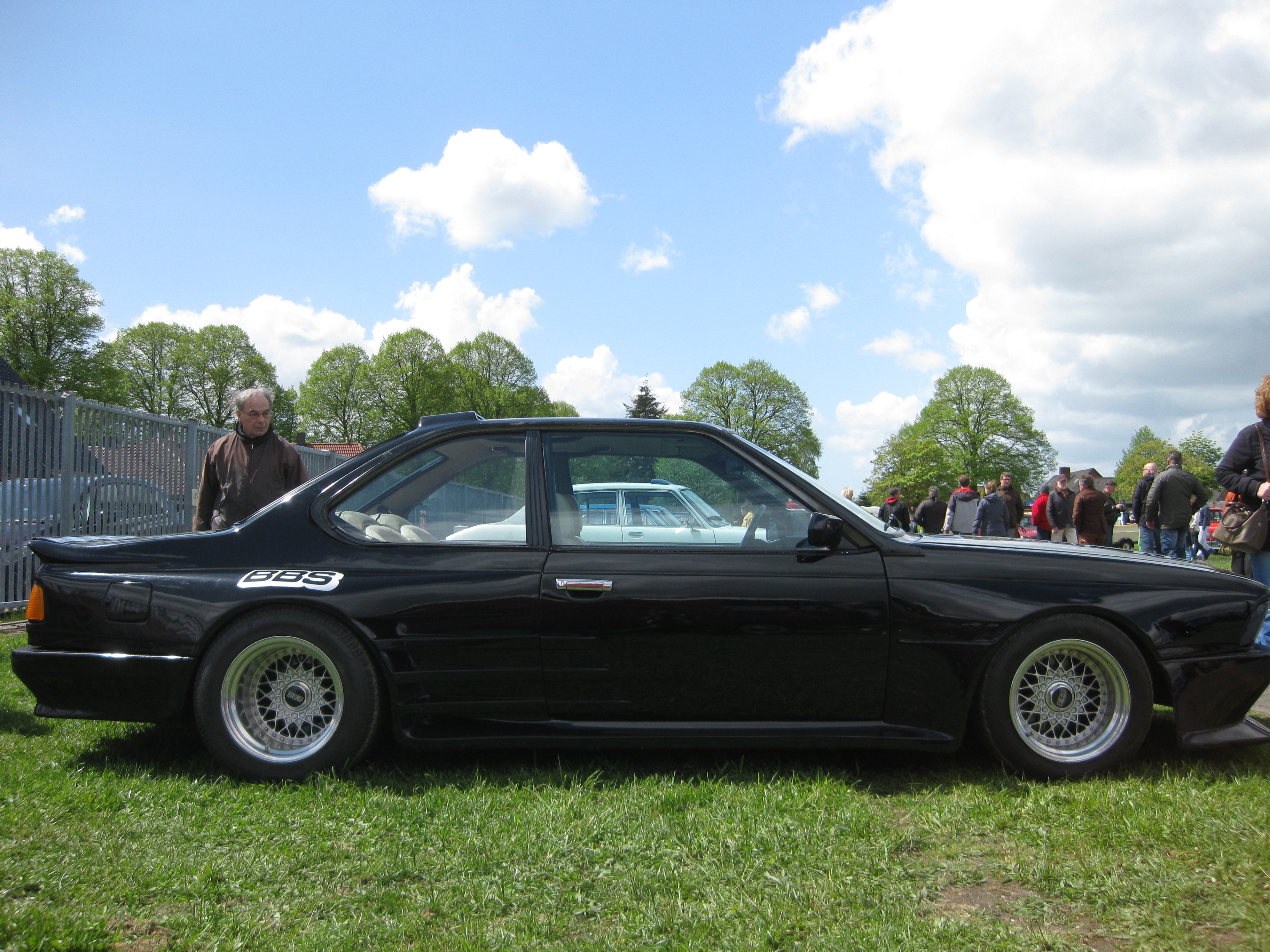
Seitenansicht
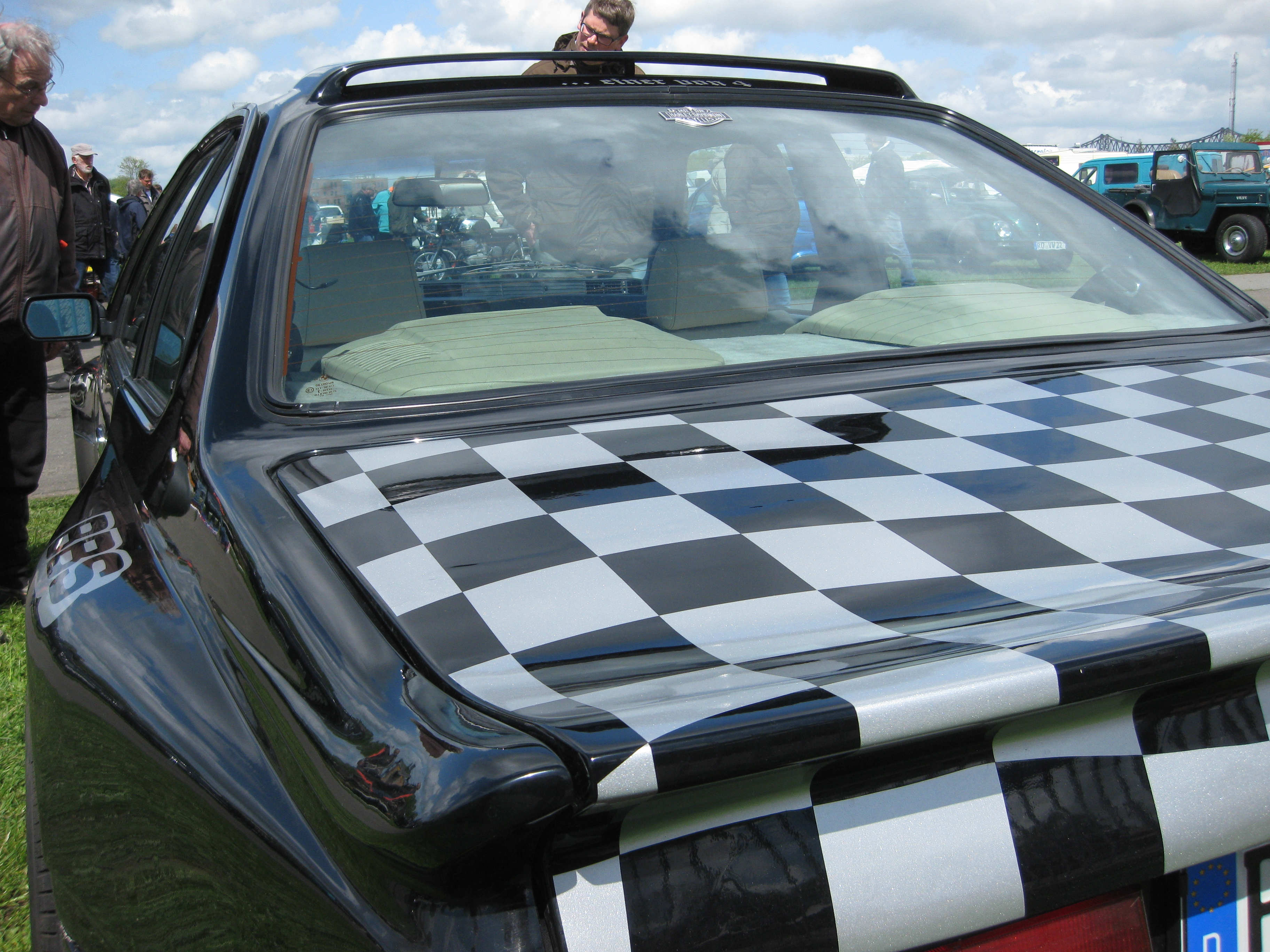
Heckansicht mit Dachspoiler
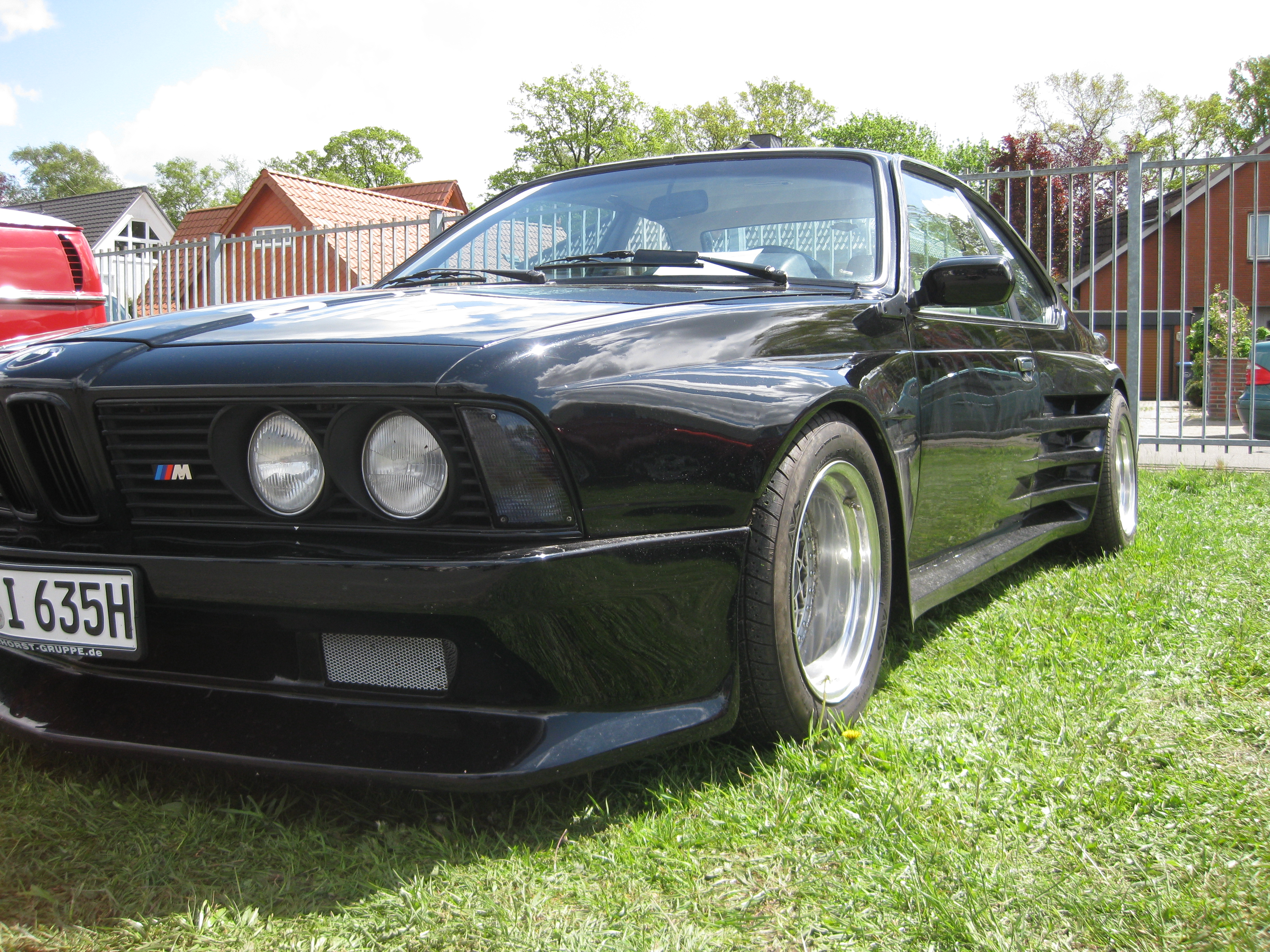
Frontansicht

## Rennversionen
Ab 1981 wurde der 635 CSi von zum Teil werksunterstützten Teams und Tunern, oder sogar im Werksauftrag vom Team Schnitzer Motorsport, mit Erfolg in Tourenwagen-Rennen in der Gruppe 2 bzw. ab 1982 in der Gruppe A eingesetzt, pilotiert von Fahrern wie Dieter Quester, Marc Surer, Hans-Joachim Stuck, Gerhard Berger, und Roberto Ravaglia.

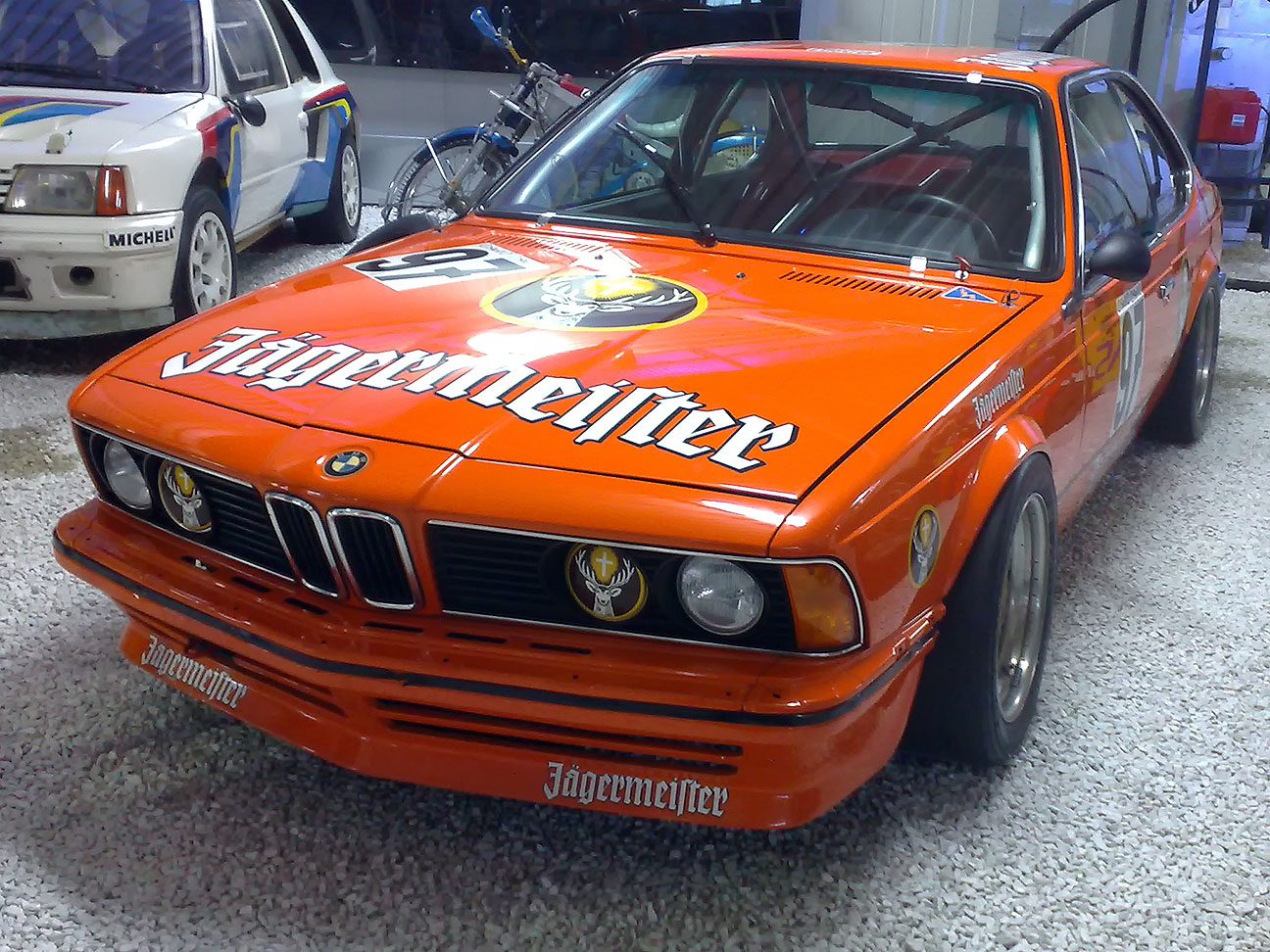
BMW 635 CSi Renncoupé

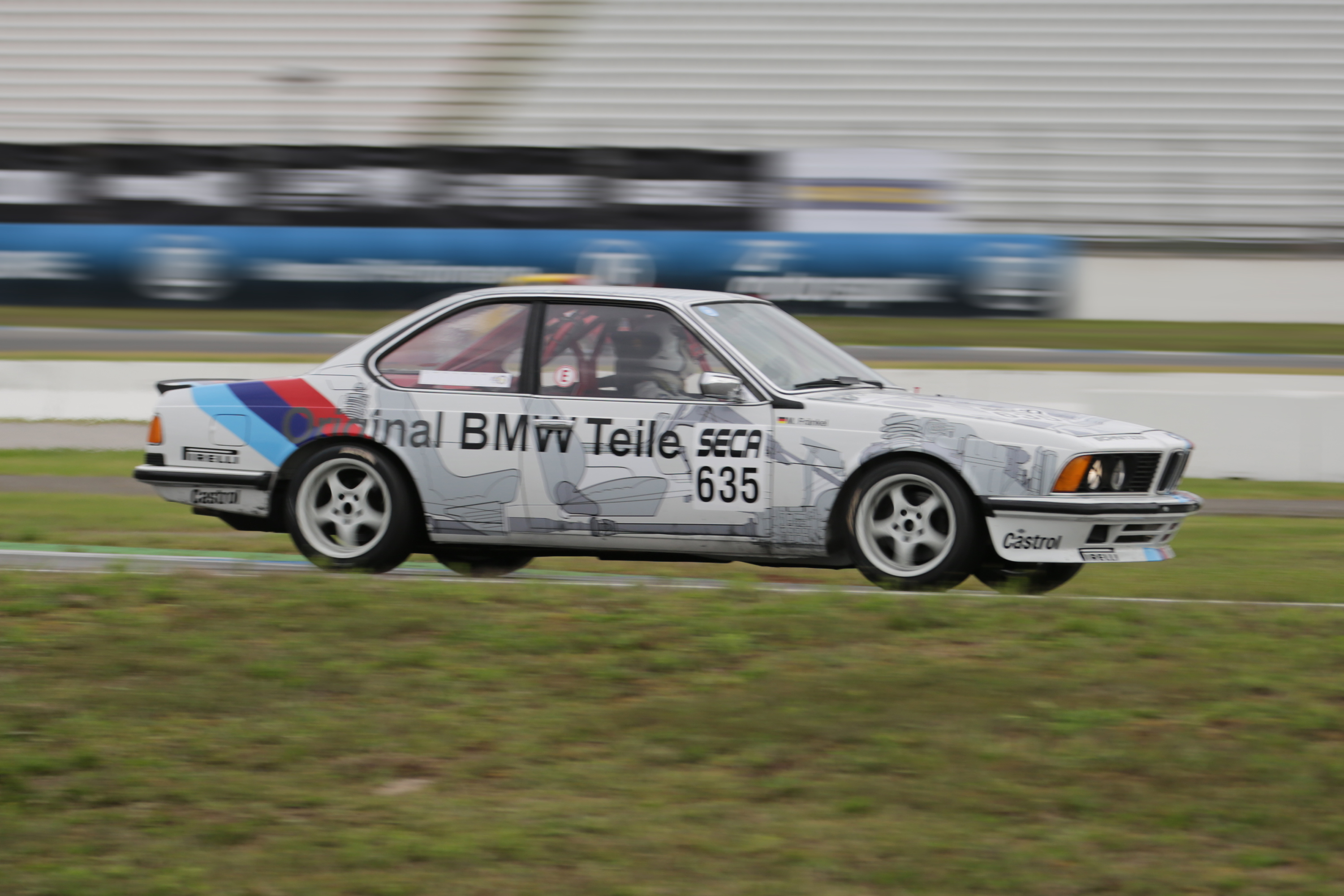
BMW 635 CSi, Bj. 1984, 3500 cm³, bei den Hockenheim Historic 2021

Da BMW keine eigenen Werksfahrzeuge einsetzt, entstehen die Rennfahrzeuge in der Zusammenarbeit zwischen BMW, Teile-Zulieferern und den eigentlichen Renn-Teams. Die Karosserie für den Renn-635 wird bei Karmann speziell verschweißt, dazu liefert BMW in einem speziellen Teile-Kit Fahrwerk und Bremsen, den Sicherheitstank, sowie Aerodynamik- und Ausstattungsteile. Da zu der Zeit außer BMW nur Alpina in der Lage war, die notwendige Umprogrammierung der Motorelektronik durchzuführen, kommen alle Rennmotoren von Alpina. Der Preis für eine Karosserie mitsamt Teile-Kit liegt 1983 bei 120.000 DM, der Motor kostet weitere 35.000 DM.
Obwohl es dem bis zu 250 km/h schnellen und knapp 300 PS starken Coupé im Vergleich zu den 420 PS starken Jaguar XJ-S und den turbo-aufgeladenen Volvo 240 mit 350 PS etwas an Leistung fehlt, fährt es aufgrund seiner Zuverlässigkeit, seiner Fahrerfreundlichkeit und nicht zuletzt seiner relativen Sparsamkeit bis 1986 dreimal die Tourenwagen-Europameisterschaft ein, 1981 mit Helmut Kelleners, 1983 mit Dieter Quester und 1986 mit Roberto Ravaglia.
In den Jahren 1983, 1985 und 1986 siegt der 635 CSi bei den 24 Stunden von Spa-Francorchamps, die damals zur Tourenwagen-Europameisterschaft gehörten. Auf dem Nürburgring ist das Coupé in den Jahren 1984 und 1985 bei den 24-Stunden-Rennen erfolgreich.

Im Werksauftrag eingesetzter Schnitzer BMW 635 CSi Gruppe A im Original BMW Teile-Design
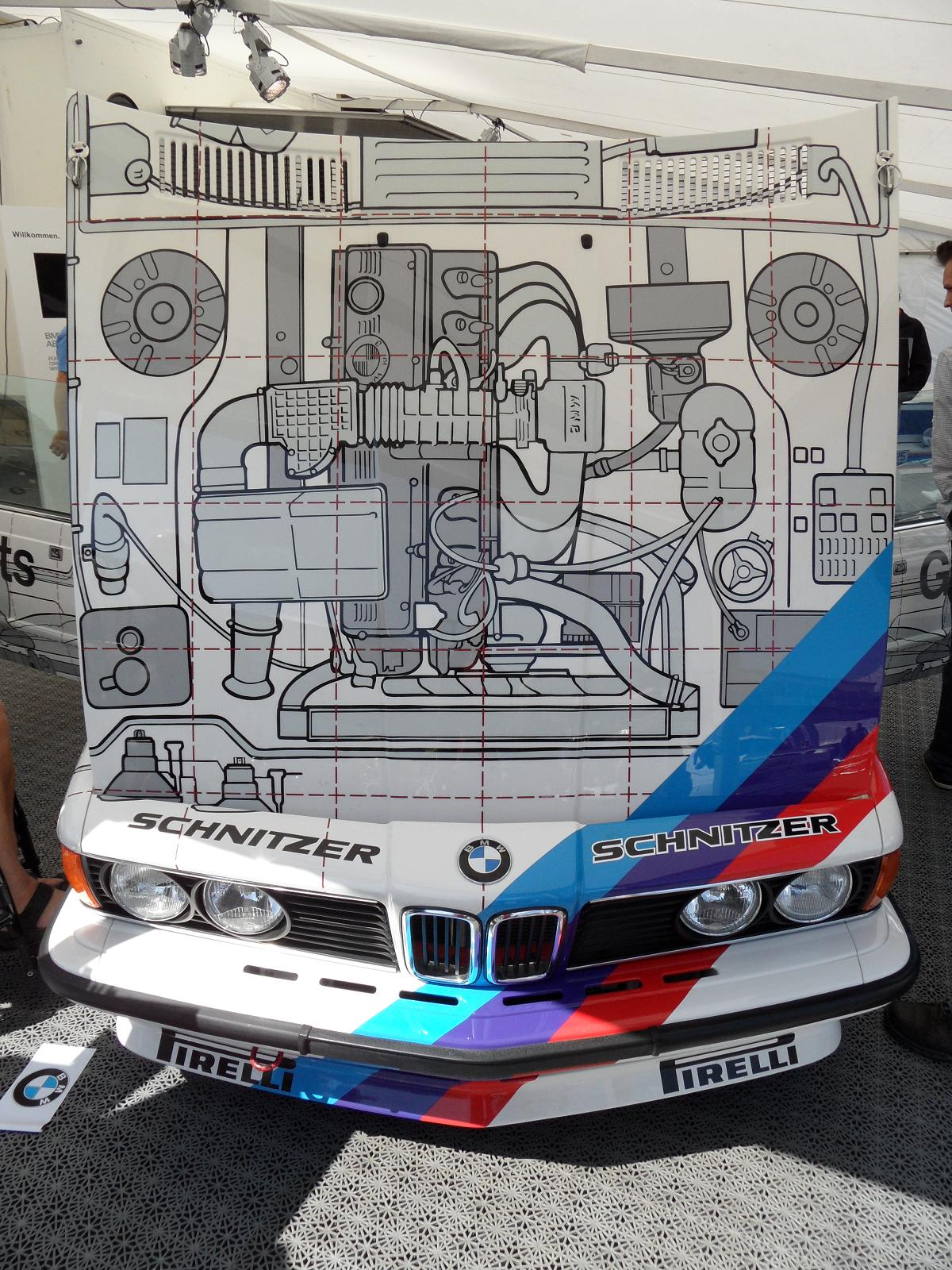
Frontansicht mit geöffneter Motorhaube
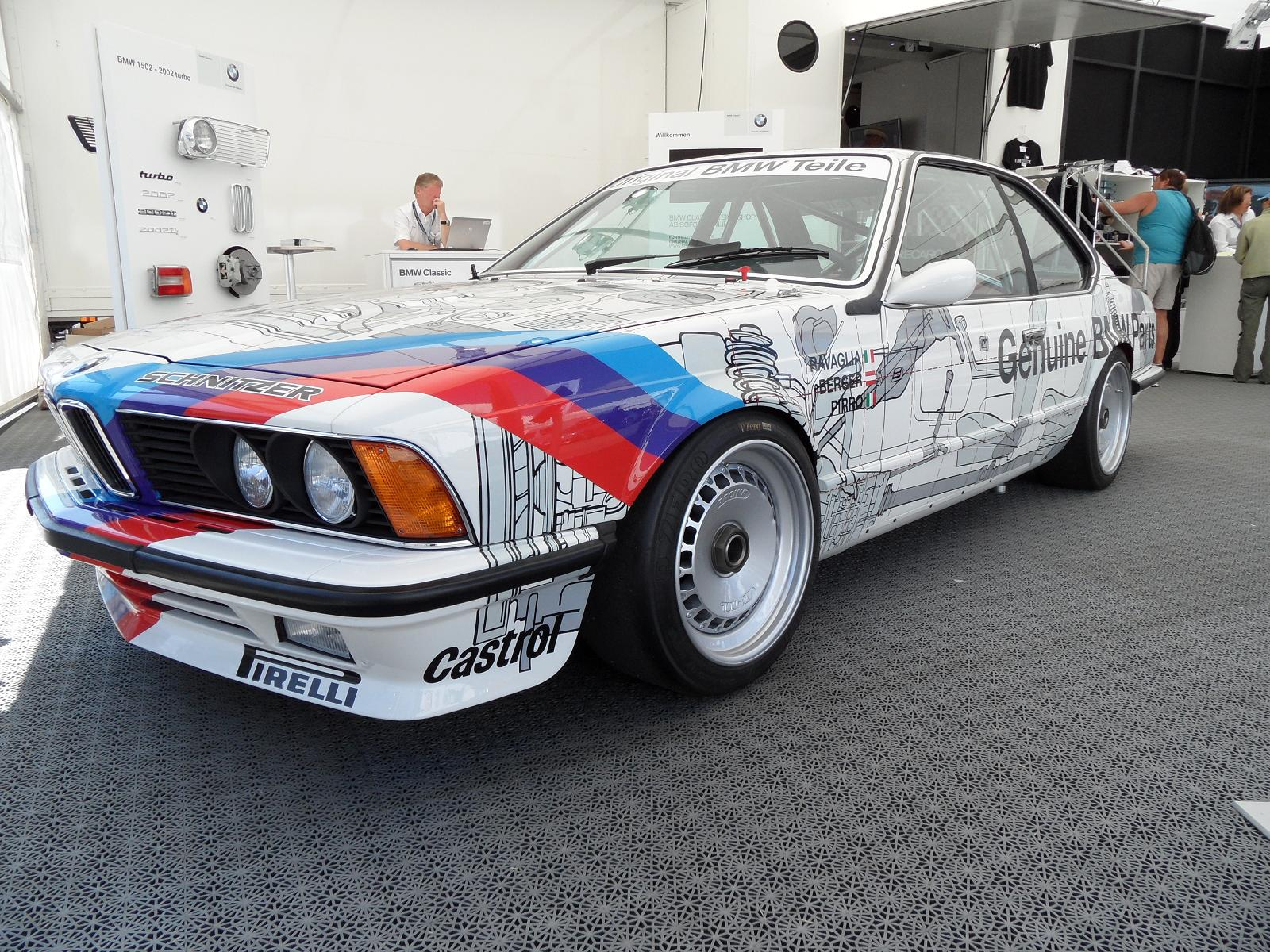
Seitenansicht von vorne
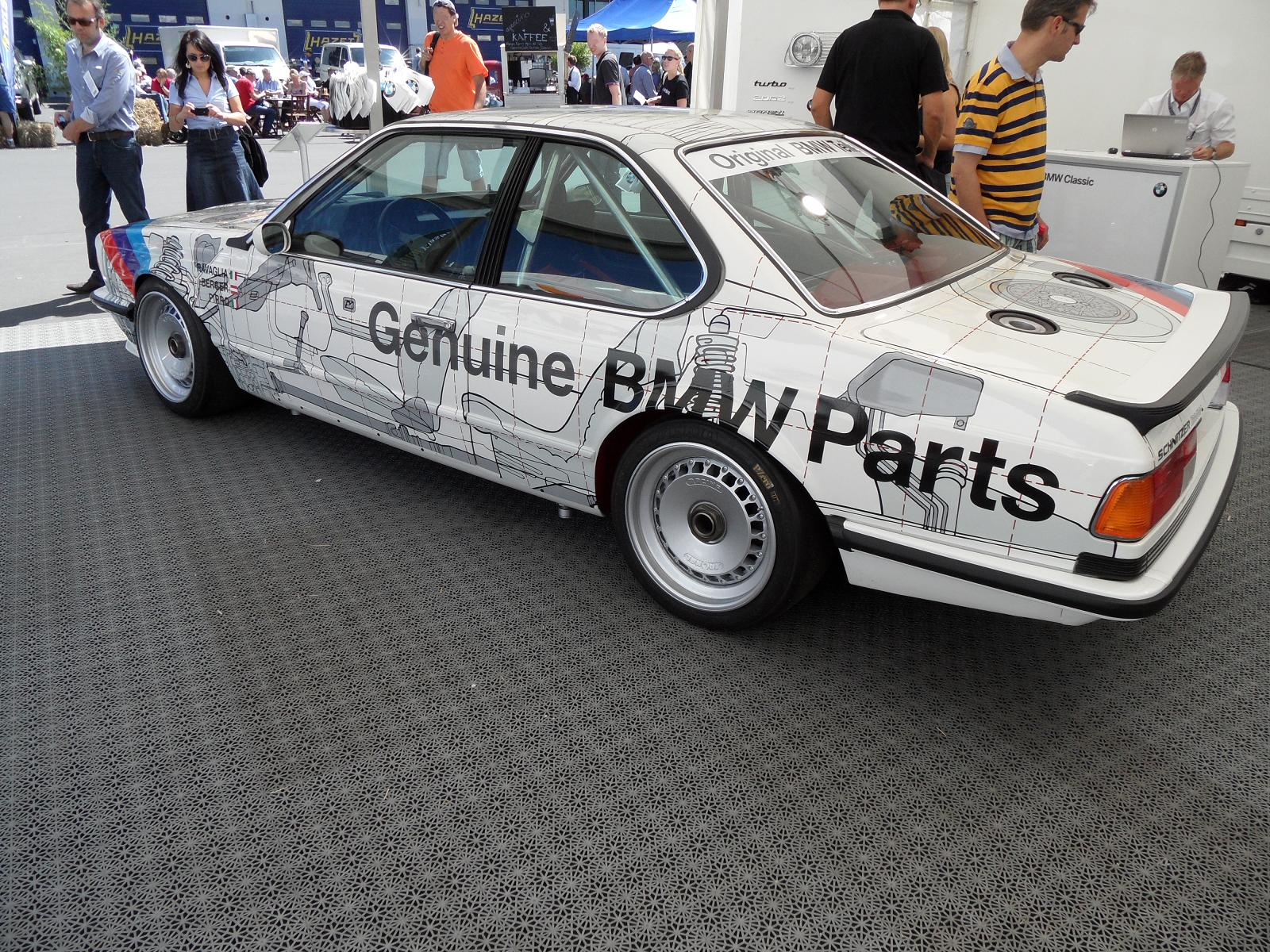
Seitenansicht von hinten

Im Gründungsjahr der DTM 1984 gewinnt Volker Strycek im Gruppe A-Rennwagen die erste Meisterschaft; er hatte zwar kein einziges Rennen gewonnen, fuhr jedoch regelmäßig in die Punkte.
Das 635 CSi-Renncoupé wurde außer in Deutschland auch in Großbritannien, Frankreich, Belgien, Skandinavien, Australien, Neuseeland und Japan in den jeweiligen nationalen Tourenwagen-Meisterschaften, in der Alpenregion und in Großbritannien auch in Bergrennen sowie in Frankreich in Rallyecross-Rennen eingesetzt, zumeist jedoch als einzelnes Fahrzeug. Da die Stärke des Renncoupés jedoch eher in der Zuverlässigkeit als in der Schnelligkeit lag, war es dort nicht ganz so erfolgreich wie in der deutschen bzw. europäischen Tourenwagen-Meisterschaft oder in den Langstreckenrennen, bei denen werksunterstützte Teams mit mehreren Fahrzeugen antraten.
Auch bei einigen Rallyes wurden die 635 CSi-Coupés an den Start gebracht. So starteten 1982 bei der Rallye Monte Carlo Winfried Herrmann und Dieter Schneppenheim mit einem Gruppe 2-Auto. 1985 wurde ein Gruppe A-635 CSi, eigentlich ein Rundstreckenauto von Hartge Motorsport, von Andreas Rausch bei der Rallye Vorderpfalz eingesetzt, Rausch/Plenk erreichten dabei sogar Platz 6 im Gesamtklassement.

### Technische Daten

Motor-Unterschiede zwischen Gruppe 2 (bis 1981) und Gruppe A (ab 1982)
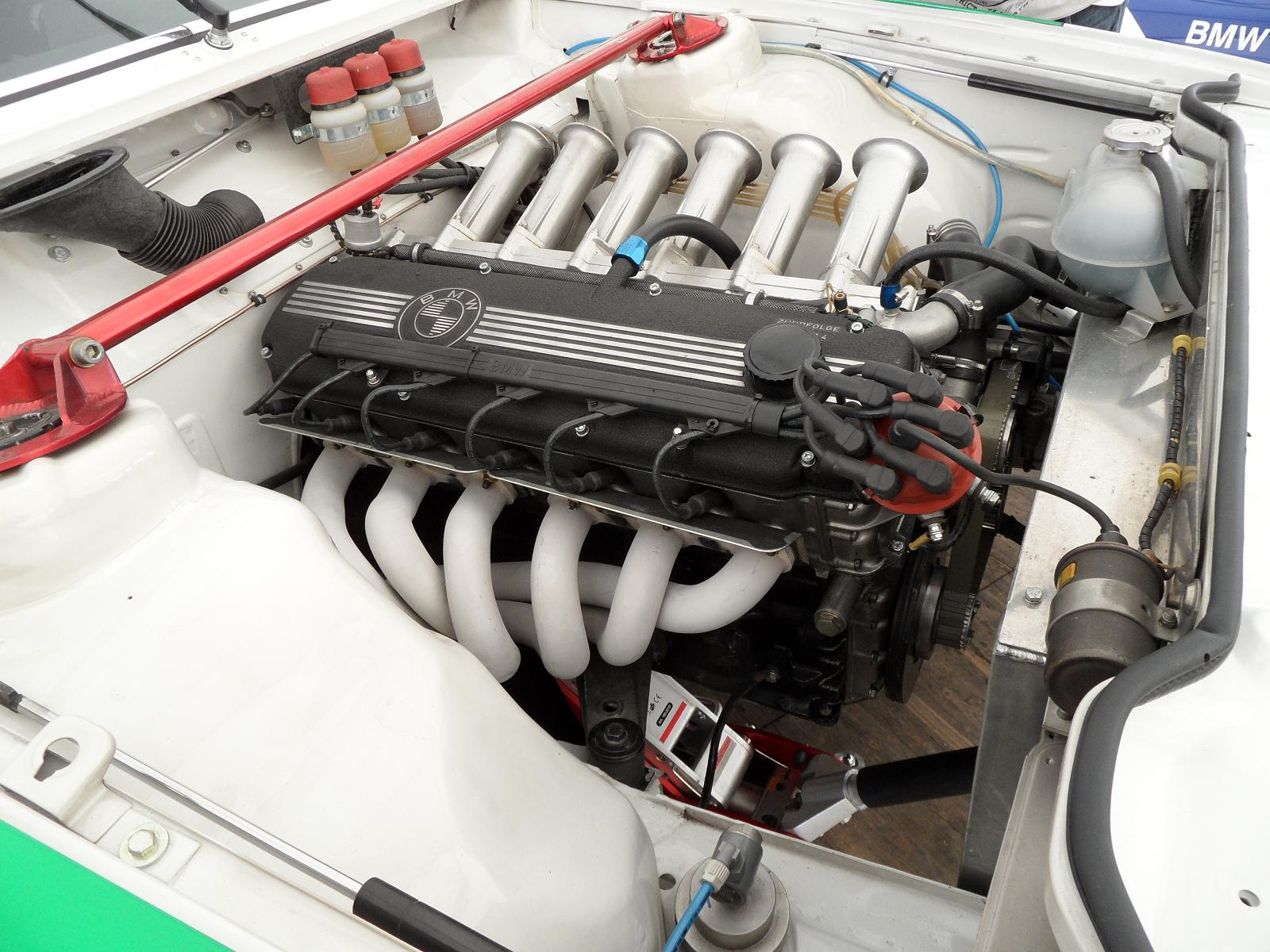
Gruppe 2 mit Fächerkrümmer
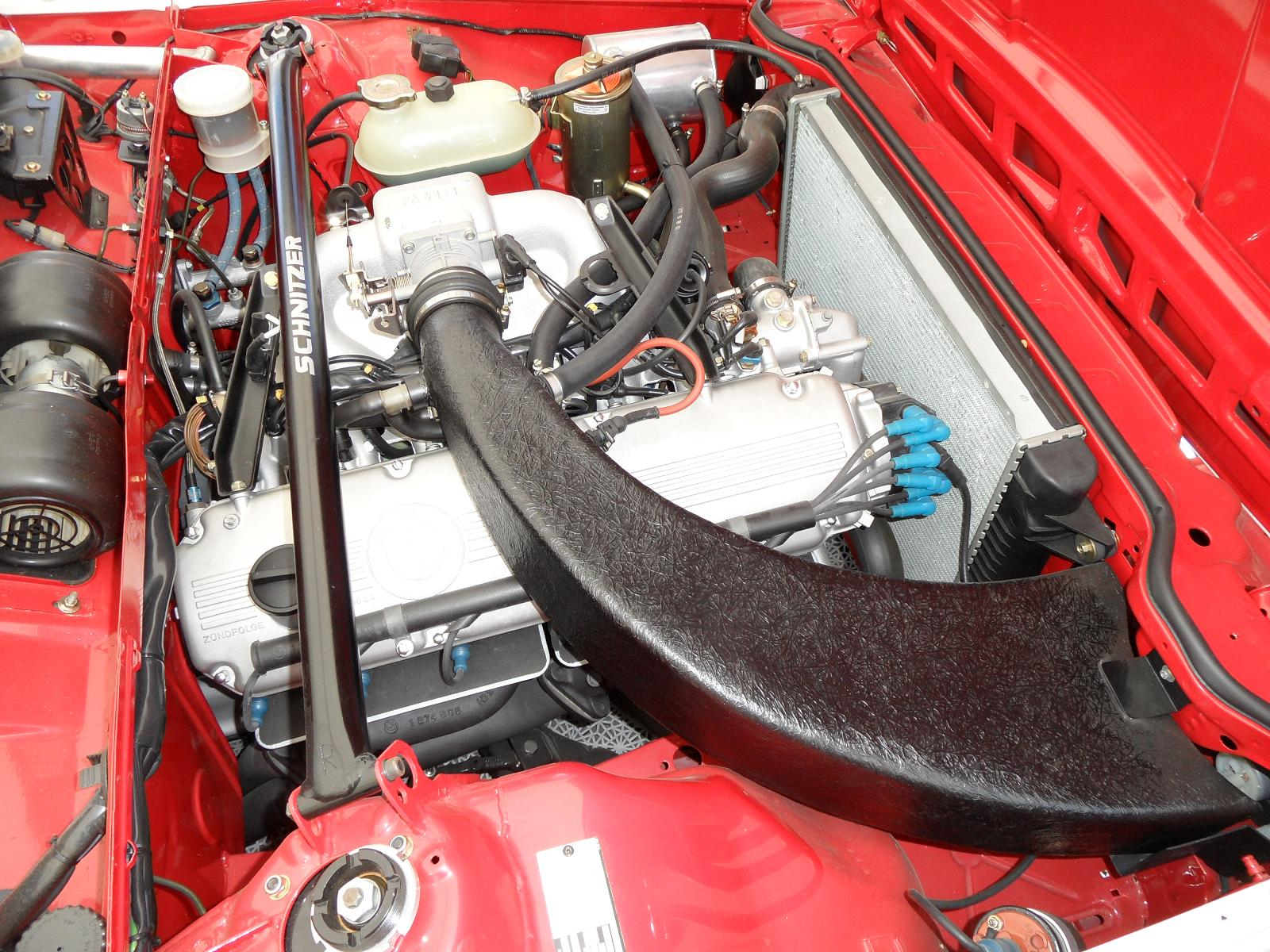
Gruppe A mit Serien-Gußkrümmer
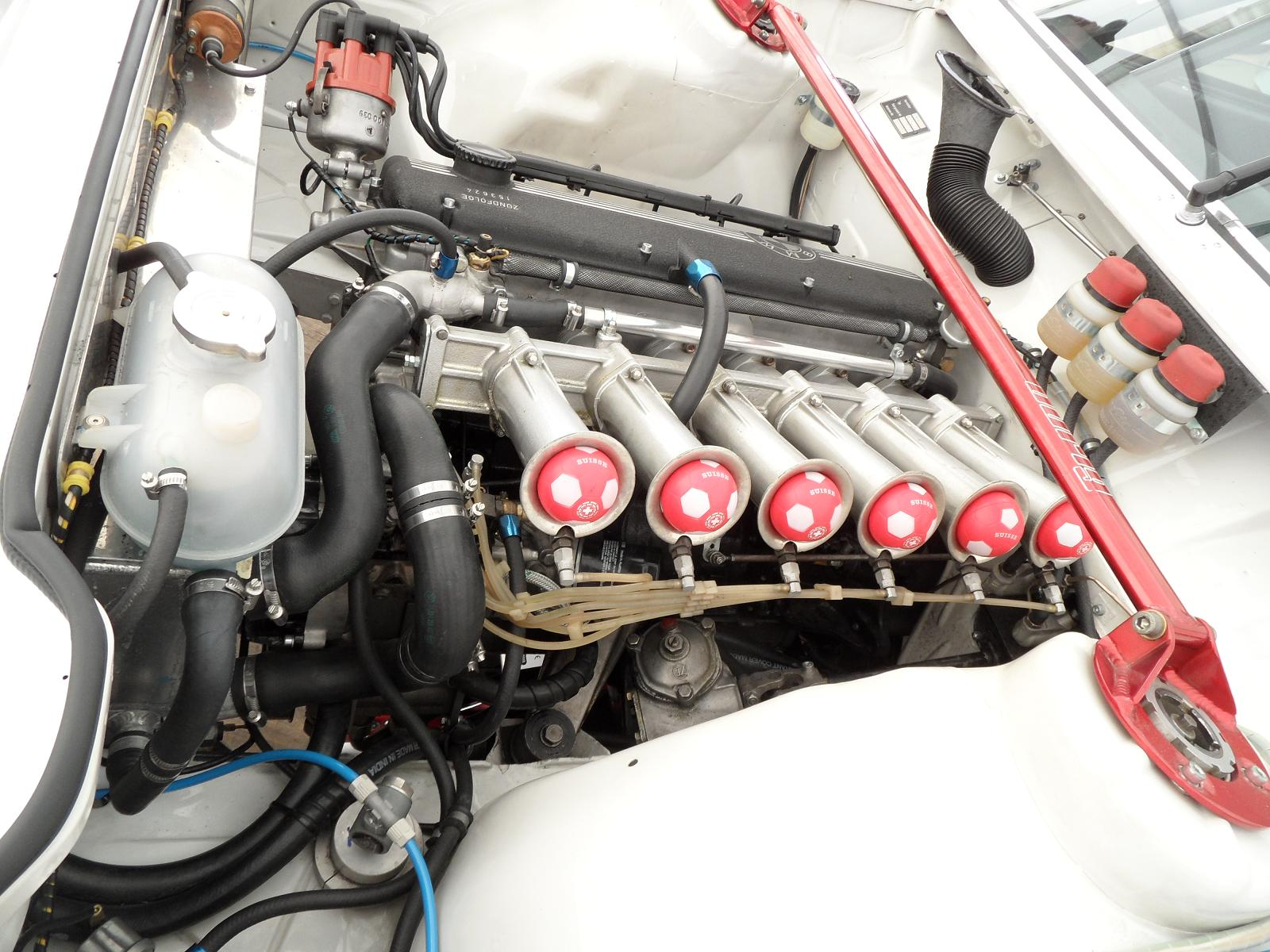
Gruppe 2 mit Einzel-Saugrohren und Flachschieber
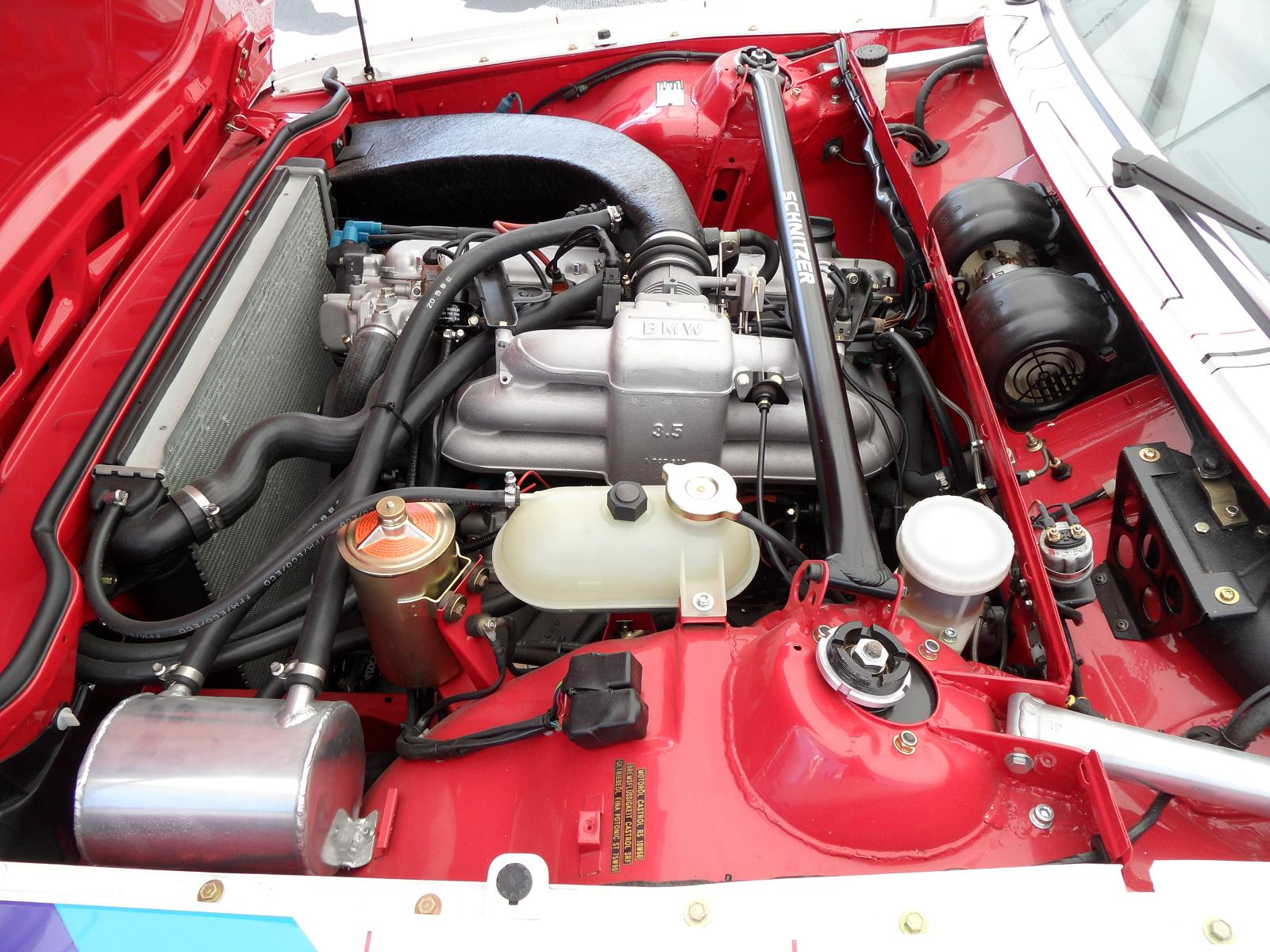
Gruppe A mit Serien-Ansaugkrümmer und -Drosselklappe

| Modellbezeichnung                                | 635 CSi Gruppe A (Modelljahr 1983)                                            |
| Motorisierung & Antrieb                          | Motorisierung & Antrieb                                                       |
| ------------------------------------------------ | ----------------------------------------------------------------------------- |
| Kühlungsart                                      | Wasserkühlung                                                                 |
| Zylinderanordnung und -anzahl                    | Sechszylinder-Reihenmotor                                                     |
| Einbaulage                                       | vorn längs eingebaut                                                          |
| Ventiltrieb                                      | 2 Ventile pro Zylinder, eine obenliegende Nockenwelle (OHC) mit Kettenantrieb |
| Motorbaureihe                                    | BMW M30                                                                       |
| Hubraum in cm³                                   | 3.453                                                                         |
| Bohrung×Hub in mm                                | 93,4×84,0                                                                     |
| Verdichtungsverhältnis                           | 11:1                                                                          |
| Leistung bei min−1                               | 213 kW (290 PS)/ 6100                                                         |
| Höchstdrehzahl                                   | 7600 min−1                                                                    |
| Drehmoment bei min−1                             | 350 Nm/ 5500                                                                  |
| Gemischaufbereitung und Zündung                  | BOSCH Motronic II                                                             |
| Antriebsart                                      |                                                                               |
| Getriebetyp                                      | Getrag 265 Sportgetriebe                                                      |
| Ganganzahl                                       | 5                                                                             |
| Gangübersetzungen                                | I: 2,33                                                                       |
| Gangübersetzungen                                | II: 1,675                                                                     |
| Gangübersetzungen                                | III: 1,353                                                                    |
| Gangübersetzungen                                | IV: 1,146                                                                     |
| Gangübersetzungen                                | V: 1,00                                                                       |
| Gangübersetzungen                                | R: 2,650                                                                      |
| 3 verschiedene Hinterachsübersetzungen           | (3,07:1 / 3,45:1 / 3,91:1)                                                    |
| Differential                                     | Lamellen-Selbstsperrdifferential mit 75 % Sperrwirkung                        |
| Fahrleistungen                                   |                                                                               |
| Höchstgeschwindigkeit (mit längster Übersetzung) | 250 km/h                                                                      |
| Beschleunigung                                   |                                                                               |
| 0–100 km/h                                       | 6,9 s                                                                         |
| 0–200 km/h                                       | 23,6 s                                                                        |
| 0–1000 m                                         | 25,8 s                                                                        |
| Karosserie                                       |                                                                               |
| Radstand                                         | 2630 mm                                                                       |
| Länge                                            | 4755 mm                                                                       |
| Breite                                           | 1725 mm                                                                       |
| Höhe                                             | 1300 mm                                                                       |
| Tankinhalt                                       | 120 l                                                                         |
| Gewicht                                          | 1185 kg                                                                       |
| Reifen und Räder                                 |                                                                               |
| Felgengröße vorn und hinten                      | 9,5×16 Zoll                                                                   |
| Reifen vorn                                      | Dunlop 245/575-16                                                             |
| Reifen hinten                                    | Dunlop 275/600-16                                                             |

## BMW Art Cars
In der Serie der BMW Art Cars, bei denen einzelne Fahrzeuge von namhaften Künstlern gestaltet werden, finden sich auch zwei BMWs der Baureihe E24:
Im Jahre 1982 gestaltet Ernst Fuchs einen BMW 635 CSi, das Kunstwerk wird von ihm „Feuerfuchs auf Hasenjagd“ genannt. Zum ersten Mal in der Geschichte der BMW Art Cars wird nicht ein Rennfahrzeug als Kunstwerk lackiert, sondern ein Serienfahrzeug.
Der 1986 vom US-amerikanischen Künstler Robert Rauschenberg gestaltete BMW 635 CSi ist ebenfalls ein serienmäßiges 6er Coupé, diesmal jedoch eines in US-Ausführung. Im Gegensatz zu seinen Vorgängern wird der künstlerische Entwurf nicht mittels Lackierung, sondern durch photographische Techniken auf die Karosserie übertragen.

Rauschenberg BMW Art Car (1986)
Seitenansicht links
Frontansicht
Seitenansicht rechts
Heckansicht

Beide Fahrzeuge sind reine Ausstellungsstücke; sie wurden nie im Straßenverkehr oder – wie ihre Vorgänger – in Rennen eingesetzt.

## Ländervarianten
Insgesamt gab es vom E24 vier Ländervarianten, also generelle Modifikationen bzw. besondere Motorisierungen für bestimmte Vertriebsregionen.
- Europa: Basismodell, Linkslenker für die kontinentaleuropäischen Länder und Rechtslenker für Großbritannien. Da Europa zum damaligen Zeitpunkt den größten Absatzmarkt für BMW darstellte, waren hier die meisten Motor- und Sonderausstattungs-Varianten erhältlich. Modellbezeichnung: ECE bzw. KAT
  - Schweiz/Schweden: Für die in der Schweiz ab Oktober 1982 geltenden verschärften Abgas- und Geräuschgrenzwerte[26] wurde bis Ende 1984 ein 635 CSi mit einem abgasgereinigten 3,2-Liter-Motor (Sekundärlufteinblasung, Abgasrückführung) angeboten, dieser Motor leistete 145 kW (197 PS); dieses Modell wurde auch in Schweden verkauft. Ab Modelljahr 1985 bis zur zweiten Modellpflege 1987 hatte der Schweizer 635 CSi dann wahlweise einen niederverdichteten 3,4-Liter-Motor mit 150 kW (204 PS) (und zweitem Zündkennfeld für Geschwindigkeiten unter 65 km/h) oder den europäischen 3,4-Liter-Katmotor. Vor und nach oben angegebenen Zeiträumen unterscheiden sich die Schweizer 633 CSi bzw. 635 CSi nicht von den ECE-Modellen. Es gab außerdem keine eigene Modellbezeichnung.
- USA: für die USA und Kanada, wurden einige Modelle entsprechend den besonderen Vorschriften bezüglich Abgasemissionen und Fahrzeugsicherheit (Stoßstangen, Gurtwarner, drittes Bremslicht) angeboten. Modellbezeichnung: U49 (für die 49 US-Staaten ohne Kalifornien), später U50 (siehe CAL)
- Kalifornien: da seit 1976 die CARB besonders scharfe Grenzwerte für die Emissionen von Kraftfahrzeugen vorschrieb, wurden von 1977 bis 1979 die Modelle 630 CSi und 633 CSi für den kalifornischen Markt neben den für die USA sowieso notwendigen Abgas-Nachbehandlungsmaßnahmen mit einer geänderten Zündung und Einspritzanlage ausgestattet. Der ab September 1979 in den USA angebotene 633 CSi erfüllte serienmäßig auch die Abgasvorschriften Kaliforniens, sodass diese spezielle Kalifornien-Variante damit entfiel. Modellbezeichnung: CAL
- Japan: die Modelle für Japan entsprechen bezüglich der Abgasmaßnahmen den US-Modellen ab Juli 1979 (Februar 1978 bis Juli 1979: 633 CSi JAP mit ungeregeltem Katalysator), haben jedoch die schlankeren Stoßstangen der europäischen Fahrzeuge. Bis auf den M6 haben alle in Japan ausgelieferten 633 CSi und 635 CSi Automatikgetriebe. Diese Fahrzeuge wurden nur bis November 1988 gebaut. Verkaufte Stückzahlen: 633 CSi (1.888), 635 CSi (1848), M6 164. Modellbezeichnung: JAP

### Abgasgereinigte US-Modelle
Nachdem BMW im Jahre 1975 die Vertriebsstruktur des US-Importeurs Maximilian „Maxie“ Hoffman, der als Generalimporteur für Mercedes-Benz und BMW auch maßgeblichen Anteil an der Entwicklung des BMW 507 und zuvor auch des Mercedes-Benz 300 SL hatte, übernommen und die Vertriebsgesellschaft BMW of North America gegründet hatte, hatten sich die Verkaufszahlen in den USA innerhalb von drei Jahren nahezu verdoppelt. Einen Beitrag dazu sollte auch das neue 6er Coupé liefern.
- 630 CSi (09/76-07/77): Für die strengen US-amerikanischen Abgasvorschriften wurde ein Motor mit umfangreichen Maßnahmen zur Verringerung der Emissionen entwickelt: Abgasrückführung, Sekundärlufteinblasung, Tankentlüftung mit Aktivkohlefilter, und Thermoreaktor. Für die in den USA verfügbaren Kraftstoffe mit geringerer Klopffestigkeit musste die Verdichtung abgesenkt werden. Da insbesondere die Abgas-Nachverbrennung sehr sensibel gegenüber schnellen Drehzahl- und Motorlast-Änderungen ist – je geringer die Änderung des Motorbetriebspunkts ist, desto einfacher kann die Vorsteuerung bzw. Nachführung von Kraftstoff-Luft-Gemisch, rückgeführter Abgasmenge und eingeblasener Sekundärluft die Abgas-Nachverbrennung des Thermoreaktor-Prinzips aufrechterhalten –, führte die damit verbundene Entschleunigung zu ausgesprochen milden Fahrleistungen, sodass sich die Verkaufszahlen durchaus angemessen zäh entwickelten, obwohl der neue 6er ansonsten gegenüber seinem Vorgänger als deutlich überlegen galt.[29] Verkaufte Stückzahlen: Handschalter 928 (Automatik 866), davon CAL 432 (430).
- 633 CSi L-Jetronik (09/77-05/79): Erste Abhilfe brachte die Hubraumerhöhung auf die 3,2 Liter des 633 CSi, die zwar aufgrund des vom 630 CSi prinzipiell übernommenen Maßnahmenpakets nur zu einer Leistungserhöhung um ein PS führte, jedoch aufgrund überarbeiteter Gesamtabstimmung jetzt bessere Fahrleistungen ermöglichte. Davon abgesehen gehörten nun Klimaanlage und Lederpolster zur US-Serienausstattung. Verkaufte Stückzahlen: 687 (776), davon CAL 237 (269).
- 633 CSi Motronic (07/79-09/84): Dank der 1976 von Bosch eingeführten Lambdasonde konnte jetzt der diffizil zu handhabende Thermoreaktor durch die katalytische Abgasreinigung ersetzt werden, damit entfielen auch die Sekundärlufteinblasung und die Abgasrückführung sowie das spezielle CAL-Modell. Die Steuerung des Motormanagements und der Abgasnachbehandlung übernahm die neue Bosch Motronic, die es im 633 CSi nur für den US-Markt gab. Damit konnte die Leistungsentfaltung trotz gleich gebliebener Motorleistung nun endlich ganz erheblich verbessert werden, die Fahrleistungen waren jetzt standesgemäß: 8,4 Sekunden für den US-Standardsprint von 0 auf 60 mph, und eine Höchstgeschwindigkeit von 124 mph (200 km/h).[30] Vom 633 CSi U50 wurden insgesamt 5553 (4131) Fahrzeuge verkauft.
- 635 CSi und M6 (ab 1985 bzw. 1987): Da sich der Katalysator mittlerweile bewährt hatte, wurden für die US-Versionen des 635 CSi und später M6 keine von den europäischen (Kat-)Modellen abweichenden Technologien mehr verbaut, die Unterschiede liegen nur noch im Bereich der Innenausstattung und der Stoßstangen. Vom US-635 CSi wurden 3713 (9289) Fahrzeuge ausgeliefert, vom US-M6 1767 Fahrzeuge.

### L6 und M6

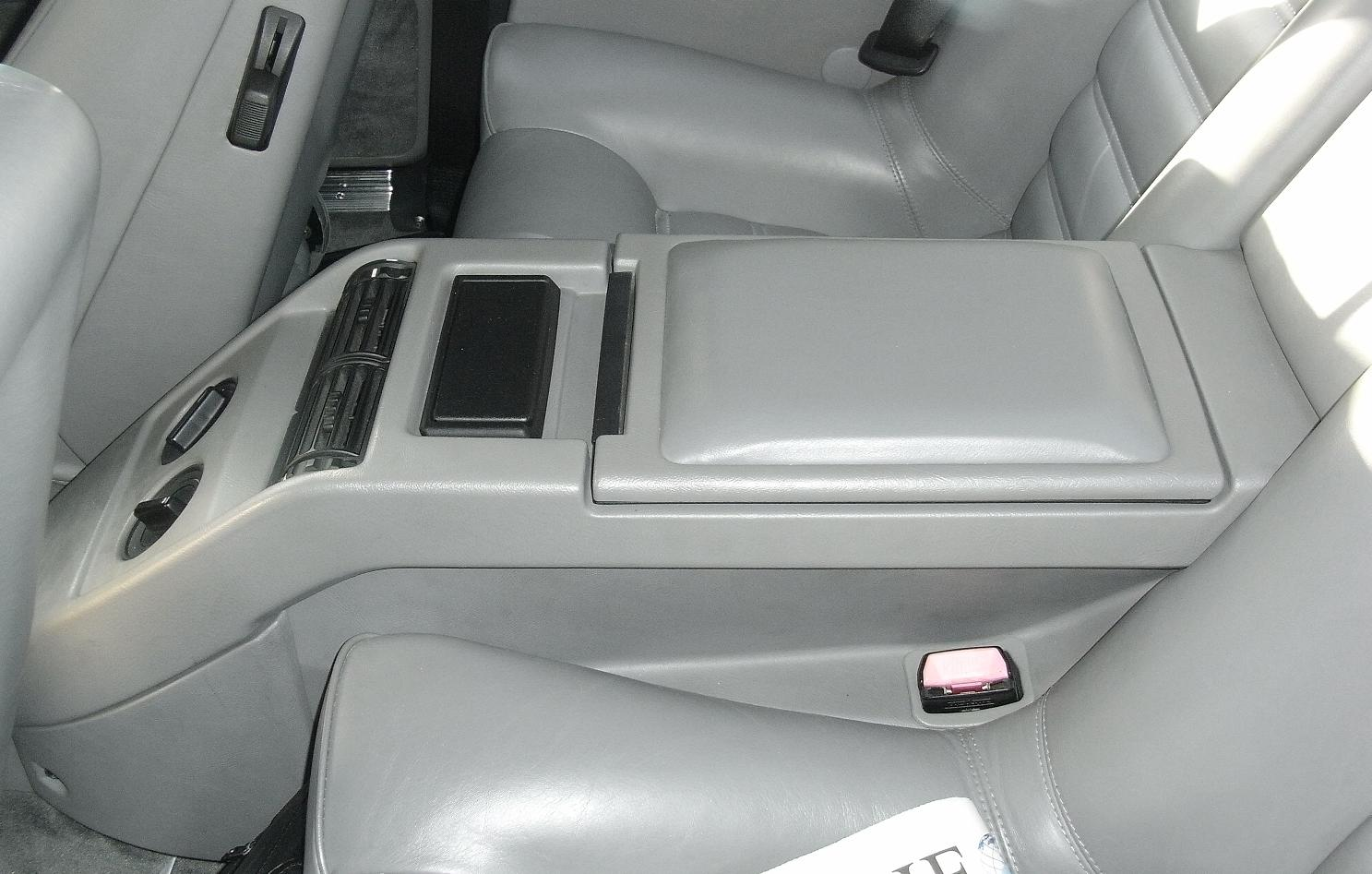
Fondklima des E24

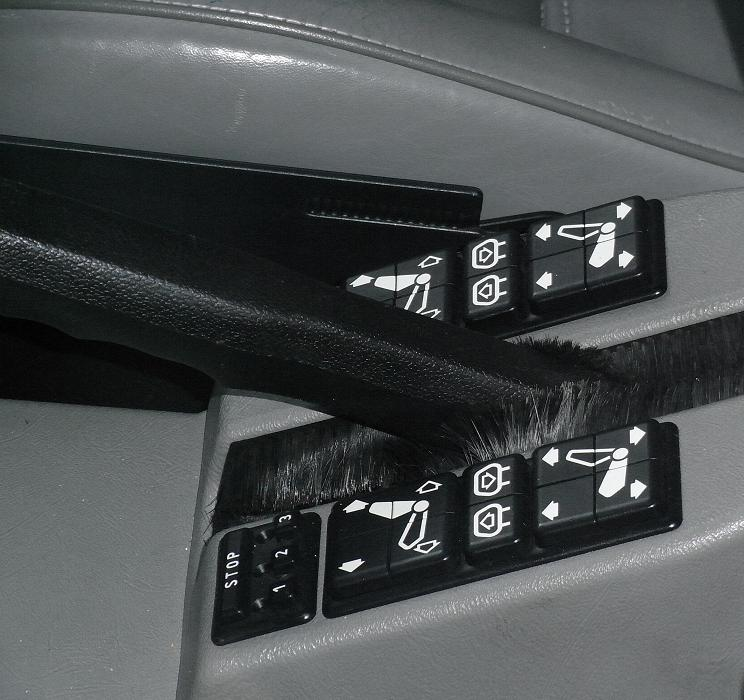
Elektrische Sitzverstellung

Der 635 CSi wurde in den USA und Kanada ab Modelljahr 1987 mit dem niederverdichteten Motor und serienmäßigem Katalysator unter der Verkaufsbezeichnung BMW L6 angeboten, die Innenausstattung war jedoch um einiges umfangreicher (z. B. Innenausstattung komplett lederbezogen, Fond-Klimaanlage, elektrische Sitzverstellung etc.); ab der zweiten Modellpflege (CS/2) hieß der Wagen dann wieder 635 CSi, und bei der Innenausstattung entfiel die lederbezogene Armaturentafel.
Der M6, der zeitgleich mit dem europäischen Kat-M635 CSi erst ab Modelljahr 1987 in den USA angeboten wurde, hatte bis auf die serienmäßigen Sportsitze dieselbe Innenausstattung wie der L6. Die Modelle in Nordamerika hatten, ebenso wie die in Japan, im Front-Kühlergrill und auf der Kofferraumklappe ein ///M6-Emblem (die drei Schrägstriche stehen für die drei in den damaligen BMW-Motorsportfarben blau, violett und rot gehaltenen, schrägen Farbbalken vor dem Buchstaben M), in Europa befand sich hier nur das auch an der Kofferraumklappe vorhandene ///M-Emblem.
Die L6-Ausstattung wurde ab der zweiten Modellpflege 1987 auch in Europa für den 635 CSi und M635 CSi als so genannte Highline-Ausstattung angeboten, in Deutschland zu einem Preis von 11.275 bis 12.500 DM.

## Technische Daten

### BMW
| Modellbezeichnung                                             | 628 CSi | 628 CSi | 630 CS | 630 CSi (USA) | 633 CSi | 633 CSi | 635 CSi | 635 CSi | 635 CSi Kat. | 635 CSi | 635 CSi Kat. | M635 CSi | M635 CSi Kat. |
| ------------------------------------------------------------- | --- | --- | --- | --- | --- | --- | --- | --- | --- | --- | --- | --- | --- |
| Produktionsbeginn                                             | 06/1979 | 05/1982 | 10/1975 | 09/1976 | 10/1975 | 09/1979 | 06/1978 | 05/1982 | 09/1985 | 06/1987 | 06/1987 | 04/1984 | 07/1986 |
| Produktionsende                                               | 04/1982 | 05/1987 | 08/1979 | 07/1977 | 08/1979 | 09/1984 | 04/1982 | 06/1987 | 06/1987 | 04/1989 | 04/1989 | 04/1989 | 04/1989 |
| Stückzahlen (Rest der Welt)                                   | 5951 | 5951 | 3972 | - | 13541 | 13541 | 30365 | 30365 | 30365 | 30365 | 30365 | 3807 | 117 |
| Stückzahlen (USA, Kanada und Japan)                           | - | - | - | 1794 | 9891 | 9891 | 14850 | 14850 | 14850 | 14850 | 14850 | - | 1931 |
| davon RHD                                                     | 1083 | 1083 | - | - | 1696 | 1696 | 6530 | 6530 | 6530 | 6530 | 6530 | 524 | - |
| Motorisierung & Antrieb                                       | | | | | | | | | | | | | |
| Zylinderanordnung und -anzahl Ventile                         | Sechszylinder-Reihenmotor 2 Ventile pro Zylinder | Sechszylinder-Reihenmotor 2 Ventile pro Zylinder | Sechszylinder-Reihenmotor 2 Ventile pro Zylinder | Sechszylinder-Reihenmotor 2 Ventile pro Zylinder | Sechszylinder-Reihenmotor 2 Ventile pro Zylinder | Sechszylinder-Reihenmotor 2 Ventile pro Zylinder | Sechszylinder-Reihenmotor 2 Ventile pro Zylinder | Sechszylinder-Reihenmotor 2 Ventile pro Zylinder | Sechszylinder-Reihenmotor 2 Ventile pro Zylinder | Sechszylinder-Reihenmotor 2 Ventile pro Zylinder | Sechszylinder-Reihenmotor 2 Ventile pro Zylinder | Sechszylinder-Reihenmotor 4 Ventile pro Zylinder | Sechszylinder-Reihenmotor 4 Ventile pro Zylinder |
| Motorbaureihe                                                 | BMW M30 | BMW M30 | BMW M30 | BMW M30 | BMW M30 | BMW M30 | BMW M30 | BMW M30 | BMW M30 | BMW M30 | BMW M30 | BMW M88/3 | BMW S38B35 |
| Hubraum in cm³                                                | 2788 | 2788 | 2986 | 2986 | 3210 | 3210 | 3453 | 3430 | 3430 | 3430 | 3430 | 3453 | 3453 |
| Bohrung×Hub in mm                                             | 86,0×80,0 | 86,0×80,0 | 89,0×80,0 | 89,0×80,0 | 89,0×86,0 | 89,0×86,0 | 93,4×84,0 | 92,0×86,0 | 92,0×86,0 | 92,0×86,0 | 92,0×86,0 | 93,4×84,0 | 93,4×84,0 |
| Verdichtung                                                   | 9,3:1 | 9,3:1 | 9,0:1 | 8,1:1 | 9,0:1 | 9,3:1 | 9,3:1 | 10,0:1 | 8,0:1 | 9,2:1 | 9,0:1 | 10,5:1 | 9,8:1 |
| Leistung in kW (PS) bei Drehzahl in min −1                    | 135 (184) 5800 | 135 (184) 5800 | 136 (185) 5800 | 131 (178) 5500 | 147 (200) 5500 | 145 (197) 5500 | 160 (218) 5200 | 160 (218) 5500 | 136 (185) 5400 | 162 (220) 5700 | 155 (211) 5700 | 210 (286) 6500 | 191 (260) 6500 |
| Drehmoment in Nm bei Drehzahl in min −1                       | 240 4200 | 240 4200 | 260 3500 | 252 4500 | 285 4300 | 280 4250 | 304 4000 | 310 4000 | 290 4000 | 310 4000 | 305 4000 | 340 4500 | 330 4500 |
| Gemisch- aufbereitung                                         | Saugrohreinspritzung BOSCH L-Jetronic | Saugrohreinspritzung BOSCH L-Jetronic | Vergaser Solex 4A1 | Saugrohreinspritzung BOSCH L-Jetronic 635 CSi ab 09/80: BOSCH Motronic I | Saugrohreinspritzung BOSCH L-Jetronic 635 CSi ab 09/80: BOSCH Motronic I | Saugrohreinspritzung BOSCH L-Jetronic 635 CSi ab 09/80: BOSCH Motronic I | Saugrohreinspritzung BOSCH L-Jetronic 635 CSi ab 09/80: BOSCH Motronic I | Saugrohreinspritzung BOSCH Motronic II | Saugrohreinspritzung BOSCH Motronic II | Saugrohreinspritzung BOSCH Motronic III | Saugrohreinspritzung BOSCH Motronic III | Saugrohreinspritzung BOSCH Motronic M1.1 | Saugrohreinspritzung BOSCH Motronic M1.1 |
| Mindestoktanzahl (ROZ)                                        | 98 | 98 | 98 | 91 | 98 | 98 | 98 | 98 | 91 | 95 | 91 | 98 | 95 |
| Antriebsart                                                   | 4-Gang-Handschaltgetriebe Getrag 262, ab 1979 5-Gang-Getriebe Getrag 260 (Schongang), auf Wunsch Getrag 265 5-Gang-Sportgetriebe (635 CSi bis 1982 Serie) auf Wunsch 3-Gang-Automatikgetriebe ZF 3HP-22, ab 1983 4-Gang-Automatikgetriebe 4HP-22 oder 4HP-22 EH Frontmotor, Hinterradantrieb, auf Wunsch Lamellen-Selbstsperrdifferential mit 25 % Sperrwirkung | 4-Gang-Handschaltgetriebe Getrag 262, ab 1979 5-Gang-Getriebe Getrag 260 (Schongang), auf Wunsch Getrag 265 5-Gang-Sportgetriebe (635 CSi bis 1982 Serie) auf Wunsch 3-Gang-Automatikgetriebe ZF 3HP-22, ab 1983 4-Gang-Automatikgetriebe 4HP-22 oder 4HP-22 EH Frontmotor, Hinterradantrieb, auf Wunsch Lamellen-Selbstsperrdifferential mit 25 % Sperrwirkung | 4-Gang-Handschaltgetriebe Getrag 262, ab 1979 5-Gang-Getriebe Getrag 260 (Schongang), auf Wunsch Getrag 265 5-Gang-Sportgetriebe (635 CSi bis 1982 Serie) auf Wunsch 3-Gang-Automatikgetriebe ZF 3HP-22, ab 1983 4-Gang-Automatikgetriebe 4HP-22 oder 4HP-22 EH Frontmotor, Hinterradantrieb, auf Wunsch Lamellen-Selbstsperrdifferential mit 25 % Sperrwirkung | 4-Gang-Handschaltgetriebe Getrag 262, ab 1979 5-Gang-Getriebe Getrag 260 (Schongang), auf Wunsch Getrag 265 5-Gang-Sportgetriebe (635 CSi bis 1982 Serie) auf Wunsch 3-Gang-Automatikgetriebe ZF 3HP-22, ab 1983 4-Gang-Automatikgetriebe 4HP-22 oder 4HP-22 EH Frontmotor, Hinterradantrieb, auf Wunsch Lamellen-Selbstsperrdifferential mit 25 % Sperrwirkung | 4-Gang-Handschaltgetriebe Getrag 262, ab 1979 5-Gang-Getriebe Getrag 260 (Schongang), auf Wunsch Getrag 265 5-Gang-Sportgetriebe (635 CSi bis 1982 Serie) auf Wunsch 3-Gang-Automatikgetriebe ZF 3HP-22, ab 1983 4-Gang-Automatikgetriebe 4HP-22 oder 4HP-22 EH Frontmotor, Hinterradantrieb, auf Wunsch Lamellen-Selbstsperrdifferential mit 25 % Sperrwirkung | 4-Gang-Handschaltgetriebe Getrag 262, ab 1979 5-Gang-Getriebe Getrag 260 (Schongang), auf Wunsch Getrag 265 5-Gang-Sportgetriebe (635 CSi bis 1982 Serie) auf Wunsch 3-Gang-Automatikgetriebe ZF 3HP-22, ab 1983 4-Gang-Automatikgetriebe 4HP-22 oder 4HP-22 EH Frontmotor, Hinterradantrieb, auf Wunsch Lamellen-Selbstsperrdifferential mit 25 % Sperrwirkung | 4-Gang-Handschaltgetriebe Getrag 262, ab 1979 5-Gang-Getriebe Getrag 260 (Schongang), auf Wunsch Getrag 265 5-Gang-Sportgetriebe (635 CSi bis 1982 Serie) auf Wunsch 3-Gang-Automatikgetriebe ZF 3HP-22, ab 1983 4-Gang-Automatikgetriebe 4HP-22 oder 4HP-22 EH Frontmotor, Hinterradantrieb, auf Wunsch Lamellen-Selbstsperrdifferential mit 25 % Sperrwirkung | 4-Gang-Handschaltgetriebe Getrag 262, ab 1979 5-Gang-Getriebe Getrag 260 (Schongang), auf Wunsch Getrag 265 5-Gang-Sportgetriebe (635 CSi bis 1982 Serie) auf Wunsch 3-Gang-Automatikgetriebe ZF 3HP-22, ab 1983 4-Gang-Automatikgetriebe 4HP-22 oder 4HP-22 EH Frontmotor, Hinterradantrieb, auf Wunsch Lamellen-Selbstsperrdifferential mit 25 % Sperrwirkung | 4-Gang-Handschaltgetriebe Getrag 262, ab 1979 5-Gang-Getriebe Getrag 260 (Schongang), auf Wunsch Getrag 265 5-Gang-Sportgetriebe (635 CSi bis 1982 Serie) auf Wunsch 3-Gang-Automatikgetriebe ZF 3HP-22, ab 1983 4-Gang-Automatikgetriebe 4HP-22 oder 4HP-22 EH Frontmotor, Hinterradantrieb, auf Wunsch Lamellen-Selbstsperrdifferential mit 25 % Sperrwirkung | 4-Gang-Handschaltgetriebe Getrag 262, ab 1979 5-Gang-Getriebe Getrag 260 (Schongang), auf Wunsch Getrag 265 5-Gang-Sportgetriebe (635 CSi bis 1982 Serie) auf Wunsch 3-Gang-Automatikgetriebe ZF 3HP-22, ab 1983 4-Gang-Automatikgetriebe 4HP-22 oder 4HP-22 EH Frontmotor, Hinterradantrieb, auf Wunsch Lamellen-Selbstsperrdifferential mit 25 % Sperrwirkung | 4-Gang-Handschaltgetriebe Getrag 262, ab 1979 5-Gang-Getriebe Getrag 260 (Schongang), auf Wunsch Getrag 265 5-Gang-Sportgetriebe (635 CSi bis 1982 Serie) auf Wunsch 3-Gang-Automatikgetriebe ZF 3HP-22, ab 1983 4-Gang-Automatikgetriebe 4HP-22 oder 4HP-22 EH Frontmotor, Hinterradantrieb, auf Wunsch Lamellen-Selbstsperrdifferential mit 25 % Sperrwirkung | 5-Gang-Sportgetriebe Getrag 280/5 Sperrdifferential serienmäßig | 5-Gang-Sportgetriebe Getrag 280/5 Sperrdifferential serienmäßig |
| Fahrleistungen und Verbrauch                                  | | | | | | | | | | | | | |
| Vmax in km/h                                                  | 208 (200) | 212 (204) | 210 (202) | 203 (195) | 215 (207) | 215 (207) | 222 (214) | 229 (221) | 217 (213) | 230 (225) | 225 (220) | 255 | 245 |
| 0-100 km/h in s                                               | 9,3 (11,1) | 9,1 (10,9) | 9,0 (11,2) | 9,0 (9,0) | 7,9 (10,4) | 7,9 (10,4) | 7,6 (9,1) | 7,6 (9,1) | 8,3 (9,6) | 7,4 (8,4) | 8,1 (9,0) | 6,4 [0-200: 23,5 s] | 6,9 |
| 0–1000 m in s                                                 | - | 30,1 (32,1) | - | - | - | - | - | 28,0 (29,7) | 29,1 (30,6) | - | - | 26,4 | - |
| 80–120 km/h im 4. Gang                                        | - | 12,0 | - | - | - | - | - | 10,1 | 9,3 | - | - | 10,7 | - |
| Verbrauch l/100 km DIN-Drittelmix oder 90 km/h 120 km/h Stadt | 8,2 (8,8) 10,1 (11,1) 17,7 (17,7) | 6,8 (6,8) 8,8 (8,8) 14,3 (14,4) | 11,4 (?) | - | 11,0 (?) | 8,6 (9,2) 9,9 (11,2) 16,9 (16,3) | 8,6 (9,2) 9,9 (10,5) 19,6 (17,3) | 7,2 (6,8) 8,8 (8,7) 15,7 (14,8) | 8,2 (7,8) 9,9 (9,5) 16,5 (16,8) | 7,9 (7,8) 9,9 (9,8) 16,8 (16,9) | 8,2 (8,0) 10,3 (10,2) 17,4 (17,5) | 7,8 9,7 16,5 | 8,1 10,1 17,6 |
| Verbrauch USA mpg City/Highway                                | - | - | - | 15/21 (?/?) | - | - | - | - | 16/21 (?/?) | - | 15/23 (15/19) | - | 10/19 |
| Fahrwerk                                                      | | | | | | | | | | | | | |
| Radaufhängung                                                 | Einzelradaufhängung rundum mit Schraubenfedern und Teleskop-Stoßdämpfern, Querstabilisatoren vorn und hinten, ab 1987 auf Wunsch elektronisch geregelte Dämpferverstellung (EDC) | Einzelradaufhängung rundum mit Schraubenfedern und Teleskop-Stoßdämpfern, Querstabilisatoren vorn und hinten, ab 1987 auf Wunsch elektronisch geregelte Dämpferverstellung (EDC) | Einzelradaufhängung rundum mit Schraubenfedern und Teleskop-Stoßdämpfern, Querstabilisatoren vorn und hinten, ab 1987 auf Wunsch elektronisch geregelte Dämpferverstellung (EDC) | Einzelradaufhängung rundum mit Schraubenfedern und Teleskop-Stoßdämpfern, Querstabilisatoren vorn und hinten, ab 1987 auf Wunsch elektronisch geregelte Dämpferverstellung (EDC) | Einzelradaufhängung rundum mit Schraubenfedern und Teleskop-Stoßdämpfern, Querstabilisatoren vorn und hinten, ab 1987 auf Wunsch elektronisch geregelte Dämpferverstellung (EDC) | Einzelradaufhängung rundum mit Schraubenfedern und Teleskop-Stoßdämpfern, Querstabilisatoren vorn und hinten, ab 1987 auf Wunsch elektronisch geregelte Dämpferverstellung (EDC) | Einzelradaufhängung rundum mit Schraubenfedern und Teleskop-Stoßdämpfern, Querstabilisatoren vorn und hinten, ab 1987 auf Wunsch elektronisch geregelte Dämpferverstellung (EDC) | Einzelradaufhängung rundum mit Schraubenfedern und Teleskop-Stoßdämpfern, Querstabilisatoren vorn und hinten, ab 1987 auf Wunsch elektronisch geregelte Dämpferverstellung (EDC) | Einzelradaufhängung rundum mit Schraubenfedern und Teleskop-Stoßdämpfern, Querstabilisatoren vorn und hinten, ab 1987 auf Wunsch elektronisch geregelte Dämpferverstellung (EDC) | Einzelradaufhängung rundum mit Schraubenfedern und Teleskop-Stoßdämpfern, Querstabilisatoren vorn und hinten, ab 1987 auf Wunsch elektronisch geregelte Dämpferverstellung (EDC) | Einzelradaufhängung rundum mit Schraubenfedern und Teleskop-Stoßdämpfern, Querstabilisatoren vorn und hinten, ab 1987 auf Wunsch elektronisch geregelte Dämpferverstellung (EDC) | Einzelradaufhängung rundum mit Schraubenfedern und Teleskop-Stoßdämpfern, Querstabilisatoren vorn und hinten, ab 1987 auf Wunsch elektronisch geregelte Dämpferverstellung (EDC) | Einzelradaufhängung rundum mit Schraubenfedern und Teleskop-Stoßdämpfern, Querstabilisatoren vorn und hinten, ab 1987 auf Wunsch elektronisch geregelte Dämpferverstellung (EDC) |
| Vorderachse                                                   | 1976–1982 MacPherson-Federbeine mit Zugstreben und Querlenkern 1982–1989 MacPherson-Federbein mit getrennt angelenkten Schubstreben und Querlenkern, Bremsnickausgleich | 1976–1982 MacPherson-Federbeine mit Zugstreben und Querlenkern 1982–1989 MacPherson-Federbein mit getrennt angelenkten Schubstreben und Querlenkern, Bremsnickausgleich | 1976–1982 MacPherson-Federbeine mit Zugstreben und Querlenkern 1982–1989 MacPherson-Federbein mit getrennt angelenkten Schubstreben und Querlenkern, Bremsnickausgleich | 1976–1982 MacPherson-Federbeine mit Zugstreben und Querlenkern 1982–1989 MacPherson-Federbein mit getrennt angelenkten Schubstreben und Querlenkern, Bremsnickausgleich | 1976–1982 MacPherson-Federbeine mit Zugstreben und Querlenkern 1982–1989 MacPherson-Federbein mit getrennt angelenkten Schubstreben und Querlenkern, Bremsnickausgleich | 1976–1982 MacPherson-Federbeine mit Zugstreben und Querlenkern 1982–1989 MacPherson-Federbein mit getrennt angelenkten Schubstreben und Querlenkern, Bremsnickausgleich | 1976–1982 MacPherson-Federbeine mit Zugstreben und Querlenkern 1982–1989 MacPherson-Federbein mit getrennt angelenkten Schubstreben und Querlenkern, Bremsnickausgleich | 1976–1982 MacPherson-Federbeine mit Zugstreben und Querlenkern 1982–1989 MacPherson-Federbein mit getrennt angelenkten Schubstreben und Querlenkern, Bremsnickausgleich | 1976–1982 MacPherson-Federbeine mit Zugstreben und Querlenkern 1982–1989 MacPherson-Federbein mit getrennt angelenkten Schubstreben und Querlenkern, Bremsnickausgleich | 1976–1982 MacPherson-Federbeine mit Zugstreben und Querlenkern 1982–1989 MacPherson-Federbein mit getrennt angelenkten Schubstreben und Querlenkern, Bremsnickausgleich | 1976–1982 MacPherson-Federbeine mit Zugstreben und Querlenkern 1982–1989 MacPherson-Federbein mit getrennt angelenkten Schubstreben und Querlenkern, Bremsnickausgleich | 1976–1982 MacPherson-Federbeine mit Zugstreben und Querlenkern 1982–1989 MacPherson-Federbein mit getrennt angelenkten Schubstreben und Querlenkern, Bremsnickausgleich | 1976–1982 MacPherson-Federbeine mit Zugstreben und Querlenkern 1982–1989 MacPherson-Federbein mit getrennt angelenkten Schubstreben und Querlenkern, Bremsnickausgleich |
| Hinterachse                                                   | 1976–1982 Schräglenkerachse 1982–1989 Schräglenkeraufhängung mit Zusatzlenker (Schraublenkerachse mit 13°-Pfeilung), mit Anfahrnick-Ausgleich, auf Wunsch mit Niveauregulierung | 1976–1982 Schräglenkerachse 1982–1989 Schräglenkeraufhängung mit Zusatzlenker (Schraublenkerachse mit 13°-Pfeilung), mit Anfahrnick-Ausgleich, auf Wunsch mit Niveauregulierung | 1976–1982 Schräglenkerachse 1982–1989 Schräglenkeraufhängung mit Zusatzlenker (Schraublenkerachse mit 13°-Pfeilung), mit Anfahrnick-Ausgleich, auf Wunsch mit Niveauregulierung | 1976–1982 Schräglenkerachse 1982–1989 Schräglenkeraufhängung mit Zusatzlenker (Schraublenkerachse mit 13°-Pfeilung), mit Anfahrnick-Ausgleich, auf Wunsch mit Niveauregulierung | 1976–1982 Schräglenkerachse 1982–1989 Schräglenkeraufhängung mit Zusatzlenker (Schraublenkerachse mit 13°-Pfeilung), mit Anfahrnick-Ausgleich, auf Wunsch mit Niveauregulierung | 1976–1982 Schräglenkerachse 1982–1989 Schräglenkeraufhängung mit Zusatzlenker (Schraublenkerachse mit 13°-Pfeilung), mit Anfahrnick-Ausgleich, auf Wunsch mit Niveauregulierung | 1976–1982 Schräglenkerachse 1982–1989 Schräglenkeraufhängung mit Zusatzlenker (Schraublenkerachse mit 13°-Pfeilung), mit Anfahrnick-Ausgleich, auf Wunsch mit Niveauregulierung | 1976–1982 Schräglenkerachse 1982–1989 Schräglenkeraufhängung mit Zusatzlenker (Schraublenkerachse mit 13°-Pfeilung), mit Anfahrnick-Ausgleich, auf Wunsch mit Niveauregulierung | 1976–1982 Schräglenkerachse 1982–1989 Schräglenkeraufhängung mit Zusatzlenker (Schraublenkerachse mit 13°-Pfeilung), mit Anfahrnick-Ausgleich, auf Wunsch mit Niveauregulierung | 1976–1982 Schräglenkerachse 1982–1989 Schräglenkeraufhängung mit Zusatzlenker (Schraublenkerachse mit 13°-Pfeilung), mit Anfahrnick-Ausgleich, auf Wunsch mit Niveauregulierung | 1976–1982 Schräglenkerachse 1982–1989 Schräglenkeraufhängung mit Zusatzlenker (Schraublenkerachse mit 13°-Pfeilung), mit Anfahrnick-Ausgleich, auf Wunsch mit Niveauregulierung | 1976–1982 Schräglenkerachse 1982–1989 Schräglenkeraufhängung mit Zusatzlenker (Schraublenkerachse mit 13°-Pfeilung), mit Anfahrnick-Ausgleich, auf Wunsch mit Niveauregulierung | 1976–1982 Schräglenkerachse 1982–1989 Schräglenkeraufhängung mit Zusatzlenker (Schraublenkerachse mit 13°-Pfeilung), mit Anfahrnick-Ausgleich, auf Wunsch mit Niveauregulierung |
| Lenkung                                                       | hydraulisch unterstützte Servolenkung mit motordrehzahlabhängiger Unterstützung, 1976–1982 Lenkgetriebe mit Schnecke und Rolle 1982–1989 Kugelumlauflenkung, auf Wunsch mit fahrgeschwindigkeitsabhängiger Unterstützung (Servotronic) Übersetzungsverhältnis Lenkgetriebe/Gesamtübersetzung der Lenkung 1976–1982 14,5:1/16,9:1 1982–1989 13,5:1/15,7:1 | hydraulisch unterstützte Servolenkung mit motordrehzahlabhängiger Unterstützung, 1976–1982 Lenkgetriebe mit Schnecke und Rolle 1982–1989 Kugelumlauflenkung, auf Wunsch mit fahrgeschwindigkeitsabhängiger Unterstützung (Servotronic) Übersetzungsverhältnis Lenkgetriebe/Gesamtübersetzung der Lenkung 1976–1982 14,5:1/16,9:1 1982–1989 13,5:1/15,7:1 | hydraulisch unterstützte Servolenkung mit motordrehzahlabhängiger Unterstützung, 1976–1982 Lenkgetriebe mit Schnecke und Rolle 1982–1989 Kugelumlauflenkung, auf Wunsch mit fahrgeschwindigkeitsabhängiger Unterstützung (Servotronic) Übersetzungsverhältnis Lenkgetriebe/Gesamtübersetzung der Lenkung 1976–1982 14,5:1/16,9:1 1982–1989 13,5:1/15,7:1 | hydraulisch unterstützte Servolenkung mit motordrehzahlabhängiger Unterstützung, 1976–1982 Lenkgetriebe mit Schnecke und Rolle 1982–1989 Kugelumlauflenkung, auf Wunsch mit fahrgeschwindigkeitsabhängiger Unterstützung (Servotronic) Übersetzungsverhältnis Lenkgetriebe/Gesamtübersetzung der Lenkung 1976–1982 14,5:1/16,9:1 1982–1989 13,5:1/15,7:1 | hydraulisch unterstützte Servolenkung mit motordrehzahlabhängiger Unterstützung, 1976–1982 Lenkgetriebe mit Schnecke und Rolle 1982–1989 Kugelumlauflenkung, auf Wunsch mit fahrgeschwindigkeitsabhängiger Unterstützung (Servotronic) Übersetzungsverhältnis Lenkgetriebe/Gesamtübersetzung der Lenkung 1976–1982 14,5:1/16,9:1 1982–1989 13,5:1/15,7:1 | hydraulisch unterstützte Servolenkung mit motordrehzahlabhängiger Unterstützung, 1976–1982 Lenkgetriebe mit Schnecke und Rolle 1982–1989 Kugelumlauflenkung, auf Wunsch mit fahrgeschwindigkeitsabhängiger Unterstützung (Servotronic) Übersetzungsverhältnis Lenkgetriebe/Gesamtübersetzung der Lenkung 1976–1982 14,5:1/16,9:1 1982–1989 13,5:1/15,7:1 | hydraulisch unterstützte Servolenkung mit motordrehzahlabhängiger Unterstützung, 1976–1982 Lenkgetriebe mit Schnecke und Rolle 1982–1989 Kugelumlauflenkung, auf Wunsch mit fahrgeschwindigkeitsabhängiger Unterstützung (Servotronic) Übersetzungsverhältnis Lenkgetriebe/Gesamtübersetzung der Lenkung 1976–1982 14,5:1/16,9:1 1982–1989 13,5:1/15,7:1 | hydraulisch unterstützte Servolenkung mit motordrehzahlabhängiger Unterstützung, 1976–1982 Lenkgetriebe mit Schnecke und Rolle 1982–1989 Kugelumlauflenkung, auf Wunsch mit fahrgeschwindigkeitsabhängiger Unterstützung (Servotronic) Übersetzungsverhältnis Lenkgetriebe/Gesamtübersetzung der Lenkung 1976–1982 14,5:1/16,9:1 1982–1989 13,5:1/15,7:1 | hydraulisch unterstützte Servolenkung mit motordrehzahlabhängiger Unterstützung, 1976–1982 Lenkgetriebe mit Schnecke und Rolle 1982–1989 Kugelumlauflenkung, auf Wunsch mit fahrgeschwindigkeitsabhängiger Unterstützung (Servotronic) Übersetzungsverhältnis Lenkgetriebe/Gesamtübersetzung der Lenkung 1976–1982 14,5:1/16,9:1 1982–1989 13,5:1/15,7:1 | hydraulisch unterstützte Servolenkung mit motordrehzahlabhängiger Unterstützung, 1976–1982 Lenkgetriebe mit Schnecke und Rolle 1982–1989 Kugelumlauflenkung, auf Wunsch mit fahrgeschwindigkeitsabhängiger Unterstützung (Servotronic) Übersetzungsverhältnis Lenkgetriebe/Gesamtübersetzung der Lenkung 1976–1982 14,5:1/16,9:1 1982–1989 13,5:1/15,7:1 | hydraulisch unterstützte Servolenkung mit motordrehzahlabhängiger Unterstützung, 1976–1982 Lenkgetriebe mit Schnecke und Rolle 1982–1989 Kugelumlauflenkung, auf Wunsch mit fahrgeschwindigkeitsabhängiger Unterstützung (Servotronic) Übersetzungsverhältnis Lenkgetriebe/Gesamtübersetzung der Lenkung 1976–1982 14,5:1/16,9:1 1982–1989 13,5:1/15,7:1 | hydraulisch unterstützte Servolenkung mit motordrehzahlabhängiger Unterstützung, 1976–1982 Lenkgetriebe mit Schnecke und Rolle 1982–1989 Kugelumlauflenkung, auf Wunsch mit fahrgeschwindigkeitsabhängiger Unterstützung (Servotronic) Übersetzungsverhältnis Lenkgetriebe/Gesamtübersetzung der Lenkung 1976–1982 14,5:1/16,9:1 1982–1989 13,5:1/15,7:1 | hydraulisch unterstützte Servolenkung mit motordrehzahlabhängiger Unterstützung, 1976–1982 Lenkgetriebe mit Schnecke und Rolle 1982–1989 Kugelumlauflenkung, auf Wunsch mit fahrgeschwindigkeitsabhängiger Unterstützung (Servotronic) Übersetzungsverhältnis Lenkgetriebe/Gesamtübersetzung der Lenkung 1976–1982 14,5:1/16,9:1 1982–1989 13,5:1/15,7:1 |
| Bremsen                                                       | hydraulisch betätigte Scheibenbremsen rundum, Handbremse mechanisch auf Trommelbremsen an der Hinterrädern wirkend, Unterdruck-Bremskraftverstärker, ab 1982 hydraulische Bremskraft-Unterstützung, ab 1979 auf Wunsch ABS 1976–1982 Doppel-Zweikreis-Bremssystem, Bremsscheiben rundum mit 284 mm Durchmesser vorne, innenbelüftet, und 272 mm Durchmesser hinten 1982–1989 Diagonal-Zweikreis-Bremssystem, Bremsscheiben rundum mit 284 mm Durchmesser, vorne innenbelüftet, ABS (bei 628 CSi erst ab 1984 serienmäßig); M635 CSi Diagonal-Zweikreis-System, vorne innenbelüftete Bremsscheiben mit 300 mm Durchmesser und 4-Kolben-Festsätteln | hydraulisch betätigte Scheibenbremsen rundum, Handbremse mechanisch auf Trommelbremsen an der Hinterrädern wirkend, Unterdruck-Bremskraftverstärker, ab 1982 hydraulische Bremskraft-Unterstützung, ab 1979 auf Wunsch ABS 1976–1982 Doppel-Zweikreis-Bremssystem, Bremsscheiben rundum mit 284 mm Durchmesser vorne, innenbelüftet, und 272 mm Durchmesser hinten 1982–1989 Diagonal-Zweikreis-Bremssystem, Bremsscheiben rundum mit 284 mm Durchmesser, vorne innenbelüftet, ABS (bei 628 CSi erst ab 1984 serienmäßig); M635 CSi Diagonal-Zweikreis-System, vorne innenbelüftete Bremsscheiben mit 300 mm Durchmesser und 4-Kolben-Festsätteln | hydraulisch betätigte Scheibenbremsen rundum, Handbremse mechanisch auf Trommelbremsen an der Hinterrädern wirkend, Unterdruck-Bremskraftverstärker, ab 1982 hydraulische Bremskraft-Unterstützung, ab 1979 auf Wunsch ABS 1976–1982 Doppel-Zweikreis-Bremssystem, Bremsscheiben rundum mit 284 mm Durchmesser vorne, innenbelüftet, und 272 mm Durchmesser hinten 1982–1989 Diagonal-Zweikreis-Bremssystem, Bremsscheiben rundum mit 284 mm Durchmesser, vorne innenbelüftet, ABS (bei 628 CSi erst ab 1984 serienmäßig); M635 CSi Diagonal-Zweikreis-System, vorne innenbelüftete Bremsscheiben mit 300 mm Durchmesser und 4-Kolben-Festsätteln | hydraulisch betätigte Scheibenbremsen rundum, Handbremse mechanisch auf Trommelbremsen an der Hinterrädern wirkend, Unterdruck-Bremskraftverstärker, ab 1982 hydraulische Bremskraft-Unterstützung, ab 1979 auf Wunsch ABS 1976–1982 Doppel-Zweikreis-Bremssystem, Bremsscheiben rundum mit 284 mm Durchmesser vorne, innenbelüftet, und 272 mm Durchmesser hinten 1982–1989 Diagonal-Zweikreis-Bremssystem, Bremsscheiben rundum mit 284 mm Durchmesser, vorne innenbelüftet, ABS (bei 628 CSi erst ab 1984 serienmäßig); M635 CSi Diagonal-Zweikreis-System, vorne innenbelüftete Bremsscheiben mit 300 mm Durchmesser und 4-Kolben-Festsätteln | hydraulisch betätigte Scheibenbremsen rundum, Handbremse mechanisch auf Trommelbremsen an der Hinterrädern wirkend, Unterdruck-Bremskraftverstärker, ab 1982 hydraulische Bremskraft-Unterstützung, ab 1979 auf Wunsch ABS 1976–1982 Doppel-Zweikreis-Bremssystem, Bremsscheiben rundum mit 284 mm Durchmesser vorne, innenbelüftet, und 272 mm Durchmesser hinten 1982–1989 Diagonal-Zweikreis-Bremssystem, Bremsscheiben rundum mit 284 mm Durchmesser, vorne innenbelüftet, ABS (bei 628 CSi erst ab 1984 serienmäßig); M635 CSi Diagonal-Zweikreis-System, vorne innenbelüftete Bremsscheiben mit 300 mm Durchmesser und 4-Kolben-Festsätteln | hydraulisch betätigte Scheibenbremsen rundum, Handbremse mechanisch auf Trommelbremsen an der Hinterrädern wirkend, Unterdruck-Bremskraftverstärker, ab 1982 hydraulische Bremskraft-Unterstützung, ab 1979 auf Wunsch ABS 1976–1982 Doppel-Zweikreis-Bremssystem, Bremsscheiben rundum mit 284 mm Durchmesser vorne, innenbelüftet, und 272 mm Durchmesser hinten 1982–1989 Diagonal-Zweikreis-Bremssystem, Bremsscheiben rundum mit 284 mm Durchmesser, vorne innenbelüftet, ABS (bei 628 CSi erst ab 1984 serienmäßig); M635 CSi Diagonal-Zweikreis-System, vorne innenbelüftete Bremsscheiben mit 300 mm Durchmesser und 4-Kolben-Festsätteln | hydraulisch betätigte Scheibenbremsen rundum, Handbremse mechanisch auf Trommelbremsen an der Hinterrädern wirkend, Unterdruck-Bremskraftverstärker, ab 1982 hydraulische Bremskraft-Unterstützung, ab 1979 auf Wunsch ABS 1976–1982 Doppel-Zweikreis-Bremssystem, Bremsscheiben rundum mit 284 mm Durchmesser vorne, innenbelüftet, und 272 mm Durchmesser hinten 1982–1989 Diagonal-Zweikreis-Bremssystem, Bremsscheiben rundum mit 284 mm Durchmesser, vorne innenbelüftet, ABS (bei 628 CSi erst ab 1984 serienmäßig); M635 CSi Diagonal-Zweikreis-System, vorne innenbelüftete Bremsscheiben mit 300 mm Durchmesser und 4-Kolben-Festsätteln | hydraulisch betätigte Scheibenbremsen rundum, Handbremse mechanisch auf Trommelbremsen an der Hinterrädern wirkend, Unterdruck-Bremskraftverstärker, ab 1982 hydraulische Bremskraft-Unterstützung, ab 1979 auf Wunsch ABS 1976–1982 Doppel-Zweikreis-Bremssystem, Bremsscheiben rundum mit 284 mm Durchmesser vorne, innenbelüftet, und 272 mm Durchmesser hinten 1982–1989 Diagonal-Zweikreis-Bremssystem, Bremsscheiben rundum mit 284 mm Durchmesser, vorne innenbelüftet, ABS (bei 628 CSi erst ab 1984 serienmäßig); M635 CSi Diagonal-Zweikreis-System, vorne innenbelüftete Bremsscheiben mit 300 mm Durchmesser und 4-Kolben-Festsätteln | hydraulisch betätigte Scheibenbremsen rundum, Handbremse mechanisch auf Trommelbremsen an der Hinterrädern wirkend, Unterdruck-Bremskraftverstärker, ab 1982 hydraulische Bremskraft-Unterstützung, ab 1979 auf Wunsch ABS 1976–1982 Doppel-Zweikreis-Bremssystem, Bremsscheiben rundum mit 284 mm Durchmesser vorne, innenbelüftet, und 272 mm Durchmesser hinten 1982–1989 Diagonal-Zweikreis-Bremssystem, Bremsscheiben rundum mit 284 mm Durchmesser, vorne innenbelüftet, ABS (bei 628 CSi erst ab 1984 serienmäßig); M635 CSi Diagonal-Zweikreis-System, vorne innenbelüftete Bremsscheiben mit 300 mm Durchmesser und 4-Kolben-Festsätteln | hydraulisch betätigte Scheibenbremsen rundum, Handbremse mechanisch auf Trommelbremsen an der Hinterrädern wirkend, Unterdruck-Bremskraftverstärker, ab 1982 hydraulische Bremskraft-Unterstützung, ab 1979 auf Wunsch ABS 1976–1982 Doppel-Zweikreis-Bremssystem, Bremsscheiben rundum mit 284 mm Durchmesser vorne, innenbelüftet, und 272 mm Durchmesser hinten 1982–1989 Diagonal-Zweikreis-Bremssystem, Bremsscheiben rundum mit 284 mm Durchmesser, vorne innenbelüftet, ABS (bei 628 CSi erst ab 1984 serienmäßig); M635 CSi Diagonal-Zweikreis-System, vorne innenbelüftete Bremsscheiben mit 300 mm Durchmesser und 4-Kolben-Festsätteln | hydraulisch betätigte Scheibenbremsen rundum, Handbremse mechanisch auf Trommelbremsen an der Hinterrädern wirkend, Unterdruck-Bremskraftverstärker, ab 1982 hydraulische Bremskraft-Unterstützung, ab 1979 auf Wunsch ABS 1976–1982 Doppel-Zweikreis-Bremssystem, Bremsscheiben rundum mit 284 mm Durchmesser vorne, innenbelüftet, und 272 mm Durchmesser hinten 1982–1989 Diagonal-Zweikreis-Bremssystem, Bremsscheiben rundum mit 284 mm Durchmesser, vorne innenbelüftet, ABS (bei 628 CSi erst ab 1984 serienmäßig); M635 CSi Diagonal-Zweikreis-System, vorne innenbelüftete Bremsscheiben mit 300 mm Durchmesser und 4-Kolben-Festsätteln | hydraulisch betätigte Scheibenbremsen rundum, Handbremse mechanisch auf Trommelbremsen an der Hinterrädern wirkend, Unterdruck-Bremskraftverstärker, ab 1982 hydraulische Bremskraft-Unterstützung, ab 1979 auf Wunsch ABS 1976–1982 Doppel-Zweikreis-Bremssystem, Bremsscheiben rundum mit 284 mm Durchmesser vorne, innenbelüftet, und 272 mm Durchmesser hinten 1982–1989 Diagonal-Zweikreis-Bremssystem, Bremsscheiben rundum mit 284 mm Durchmesser, vorne innenbelüftet, ABS (bei 628 CSi erst ab 1984 serienmäßig); M635 CSi Diagonal-Zweikreis-System, vorne innenbelüftete Bremsscheiben mit 300 mm Durchmesser und 4-Kolben-Festsätteln | hydraulisch betätigte Scheibenbremsen rundum, Handbremse mechanisch auf Trommelbremsen an der Hinterrädern wirkend, Unterdruck-Bremskraftverstärker, ab 1982 hydraulische Bremskraft-Unterstützung, ab 1979 auf Wunsch ABS 1976–1982 Doppel-Zweikreis-Bremssystem, Bremsscheiben rundum mit 284 mm Durchmesser vorne, innenbelüftet, und 272 mm Durchmesser hinten 1982–1989 Diagonal-Zweikreis-Bremssystem, Bremsscheiben rundum mit 284 mm Durchmesser, vorne innenbelüftet, ABS (bei 628 CSi erst ab 1984 serienmäßig); M635 CSi Diagonal-Zweikreis-System, vorne innenbelüftete Bremsscheiben mit 300 mm Durchmesser und 4-Kolben-Festsätteln |
| Karosserie                                                    | | | | | | | | | | | | | |
| Bauart                                                        | „Coupé 2türig, selbsttragende Ganzstahl-Karosserie, mit der Bodengruppe verschweißt, allseits formsteife Sicherheitszelle, gesteuert deformierbare Knautschzonen, integrierte Dachquerträger, rundum angeordnete Verstärkungen.“ 4 Sitze Luftwiderstandsbeiwert cw=0,4, M635 CSi cw=0,39, Stirnfläche 635 CSi A=1,90 m², M635 CSi A=1,96 m² | „Coupé 2türig, selbsttragende Ganzstahl-Karosserie, mit der Bodengruppe verschweißt, allseits formsteife Sicherheitszelle, gesteuert deformierbare Knautschzonen, integrierte Dachquerträger, rundum angeordnete Verstärkungen.“ 4 Sitze Luftwiderstandsbeiwert cw=0,4, M635 CSi cw=0,39, Stirnfläche 635 CSi A=1,90 m², M635 CSi A=1,96 m² | „Coupé 2türig, selbsttragende Ganzstahl-Karosserie, mit der Bodengruppe verschweißt, allseits formsteife Sicherheitszelle, gesteuert deformierbare Knautschzonen, integrierte Dachquerträger, rundum angeordnete Verstärkungen.“ 4 Sitze Luftwiderstandsbeiwert cw=0,4, M635 CSi cw=0,39, Stirnfläche 635 CSi A=1,90 m², M635 CSi A=1,96 m² | „Coupé 2türig, selbsttragende Ganzstahl-Karosserie, mit der Bodengruppe verschweißt, allseits formsteife Sicherheitszelle, gesteuert deformierbare Knautschzonen, integrierte Dachquerträger, rundum angeordnete Verstärkungen.“ 4 Sitze Luftwiderstandsbeiwert cw=0,4, M635 CSi cw=0,39, Stirnfläche 635 CSi A=1,90 m², M635 CSi A=1,96 m² | „Coupé 2türig, selbsttragende Ganzstahl-Karosserie, mit der Bodengruppe verschweißt, allseits formsteife Sicherheitszelle, gesteuert deformierbare Knautschzonen, integrierte Dachquerträger, rundum angeordnete Verstärkungen.“ 4 Sitze Luftwiderstandsbeiwert cw=0,4, M635 CSi cw=0,39, Stirnfläche 635 CSi A=1,90 m², M635 CSi A=1,96 m² | „Coupé 2türig, selbsttragende Ganzstahl-Karosserie, mit der Bodengruppe verschweißt, allseits formsteife Sicherheitszelle, gesteuert deformierbare Knautschzonen, integrierte Dachquerträger, rundum angeordnete Verstärkungen.“ 4 Sitze Luftwiderstandsbeiwert cw=0,4, M635 CSi cw=0,39, Stirnfläche 635 CSi A=1,90 m², M635 CSi A=1,96 m² | „Coupé 2türig, selbsttragende Ganzstahl-Karosserie, mit der Bodengruppe verschweißt, allseits formsteife Sicherheitszelle, gesteuert deformierbare Knautschzonen, integrierte Dachquerträger, rundum angeordnete Verstärkungen.“ 4 Sitze Luftwiderstandsbeiwert cw=0,4, M635 CSi cw=0,39, Stirnfläche 635 CSi A=1,90 m², M635 CSi A=1,96 m² | „Coupé 2türig, selbsttragende Ganzstahl-Karosserie, mit der Bodengruppe verschweißt, allseits formsteife Sicherheitszelle, gesteuert deformierbare Knautschzonen, integrierte Dachquerträger, rundum angeordnete Verstärkungen.“ 4 Sitze Luftwiderstandsbeiwert cw=0,4, M635 CSi cw=0,39, Stirnfläche 635 CSi A=1,90 m², M635 CSi A=1,96 m² | „Coupé 2türig, selbsttragende Ganzstahl-Karosserie, mit der Bodengruppe verschweißt, allseits formsteife Sicherheitszelle, gesteuert deformierbare Knautschzonen, integrierte Dachquerträger, rundum angeordnete Verstärkungen.“ 4 Sitze Luftwiderstandsbeiwert cw=0,4, M635 CSi cw=0,39, Stirnfläche 635 CSi A=1,90 m², M635 CSi A=1,96 m² | „Coupé 2türig, selbsttragende Ganzstahl-Karosserie, mit der Bodengruppe verschweißt, allseits formsteife Sicherheitszelle, gesteuert deformierbare Knautschzonen, integrierte Dachquerträger, rundum angeordnete Verstärkungen.“ 4 Sitze Luftwiderstandsbeiwert cw=0,4, M635 CSi cw=0,39, Stirnfläche 635 CSi A=1,90 m², M635 CSi A=1,96 m² | „Coupé 2türig, selbsttragende Ganzstahl-Karosserie, mit der Bodengruppe verschweißt, allseits formsteife Sicherheitszelle, gesteuert deformierbare Knautschzonen, integrierte Dachquerträger, rundum angeordnete Verstärkungen.“ 4 Sitze Luftwiderstandsbeiwert cw=0,4, M635 CSi cw=0,39, Stirnfläche 635 CSi A=1,90 m², M635 CSi A=1,96 m² | „Coupé 2türig, selbsttragende Ganzstahl-Karosserie, mit der Bodengruppe verschweißt, allseits formsteife Sicherheitszelle, gesteuert deformierbare Knautschzonen, integrierte Dachquerträger, rundum angeordnete Verstärkungen.“ 4 Sitze Luftwiderstandsbeiwert cw=0,4, M635 CSi cw=0,39, Stirnfläche 635 CSi A=1,90 m², M635 CSi A=1,96 m² | „Coupé 2türig, selbsttragende Ganzstahl-Karosserie, mit der Bodengruppe verschweißt, allseits formsteife Sicherheitszelle, gesteuert deformierbare Knautschzonen, integrierte Dachquerträger, rundum angeordnete Verstärkungen.“ 4 Sitze Luftwiderstandsbeiwert cw=0,4, M635 CSi cw=0,39, Stirnfläche 635 CSi A=1,90 m², M635 CSi A=1,96 m² |
| Fahrzeugabmessungen in mm (L×B×H)                             | 4755×1725×1365, ab 1987 (CS/2) Länge 4815, Radstand 2625 Kofferraumvolumen nach VDA 413 Liter, Tankinhalt 70 Liter | 4755×1725×1365, ab 1987 (CS/2) Länge 4815, Radstand 2625 Kofferraumvolumen nach VDA 413 Liter, Tankinhalt 70 Liter | 4755×1725×1365, ab 1987 (CS/2) Länge 4815, Radstand 2625 Kofferraumvolumen nach VDA 413 Liter, Tankinhalt 70 Liter | 4755×1725×1365, ab 1987 (CS/2) Länge 4815, Radstand 2625 Kofferraumvolumen nach VDA 413 Liter, Tankinhalt 70 Liter | 4755×1725×1365, ab 1987 (CS/2) Länge 4815, Radstand 2625 Kofferraumvolumen nach VDA 413 Liter, Tankinhalt 70 Liter | 4755×1725×1365, ab 1987 (CS/2) Länge 4815, Radstand 2625 Kofferraumvolumen nach VDA 413 Liter, Tankinhalt 70 Liter | 4755×1725×1365, ab 1987 (CS/2) Länge 4815, Radstand 2625 Kofferraumvolumen nach VDA 413 Liter, Tankinhalt 70 Liter | 4755×1725×1365, ab 1987 (CS/2) Länge 4815, Radstand 2625 Kofferraumvolumen nach VDA 413 Liter, Tankinhalt 70 Liter | 4755×1725×1365, ab 1987 (CS/2) Länge 4815, Radstand 2625 Kofferraumvolumen nach VDA 413 Liter, Tankinhalt 70 Liter | 4755×1725×1365, ab 1987 (CS/2) Länge 4815, Radstand 2625 Kofferraumvolumen nach VDA 413 Liter, Tankinhalt 70 Liter | 4755×1725×1365, ab 1987 (CS/2) Länge 4815, Radstand 2625 Kofferraumvolumen nach VDA 413 Liter, Tankinhalt 70 Liter | 4755×1740×1353 ab 1987 L 4815 Kofferraumvolumen 335 Liter | 4755×1740×1353 ab 1987 L 4815 Kofferraumvolumen 335 Liter |
| Leergewicht in kg                                             | 1460 (1475) | 1410 (1430) | 1450 (1470) | 1475 (?) | 1495 (?) | 1495 (?) | 1480 (1490) | 1430 (1450) | 1460 (1480) | 1460 (1480) | 1475 (1495) | 1500 | 1515 |

Fahrleistungen und Gewichte für serienmäßige Fahrzeuge ohne Sonderausstattungen und mit Handschaltgetriebe angegeben, Werte in Klammern für Fahrzeuge mit Automatikgetriebe. Quellen: falls nicht anders angegeben, stammen alle Werte im Text- und Tabellenteil aus Betriebsanleitungen und Verkaufsprospekten. Die in der Tabelle ohne weitere Bezeichnung angegebenen Jahreszahlen gelten für die Produktion, die üblicherweise bereits kurz vor den jeweiligen offiziellen Auslieferungsterminen startete; die Daten im Textteil beziehen sich auf die Auslieferungszeiträume.
Da aus Gründen der Übersichtlichkeit nicht alle Änderungen für die jeweiligen Modelljahrgänge angegeben sind, kann es zu Abweichungen von den hier angegebenen Werten kommen. Das gilt insbesondere für die Verbrauchsangaben, bei denen es aufgrund zwischenzeitlich eingeführter 5-Gang-Schaltgetriebe mit Schon-Charakteristik (ab 1979) bzw. 4-Gang-Automatikgetriebe (ab 1983 mit elektronisch-hydraulischer Steuerung mit 3 Fahrprogrammen) zu mitunter deutlichen Abweichungen kommen kann; erst ab 1980 wurden die Verbrauchswerte detailliert angegeben, vorher nur die Drittelmix-Werte.

### Alpina
| Modell                | Kurz- bezeichng. | Hubraum in cm³ | Zylinder (Ventile) | Gemisch- aufbereitung | Leistung in kW (PS) bei min−1 | Drehmoment in Nm bei min−1 | Vmax in km/h | 0–100 km/h in s | 0–200 km/h in s | 0–1000 m in s | Zeitraum        | Stückzahl |
| --------------------- | ---------------- | -------------- | ------------------ | --------------------- | ----------------------------- | -------------------------- | ------------ | --------------- | --------------- | ------------- | --------------- | --------- |
| BMW Alpina 630 CS B2  | -                | 2.986          | 6 (12)             | 3 Solex 45 DDH        | 170 (230) / 6750              | 270 / 5000                 | 230          | 6,9             | -               | -             | 5/1977–1982     | ?         |
| BMW Alpina 633 CSi B8 | -                | 3.210          | 6 (12)             | L-Jetronic            | 176 (240) / 6000              | 309 / 4000                 | 232          | 6,8             | -               | -             | 10/1977–7/1980  | 6         |
| B9 3,5 Coupé          | B9               | 3.453          | 6 (12)             | L-Jetronic            | 180 (245) / 5700              | 320 / 4000                 | 238          | 7,3             | -               | -             | 7/1982–11/1982  | 2         |
| B9 3,5 Coupé/1        | B9/1             | 3.430          | 6 (12)             | Motronic II           | 180 (245) / 5700              | 320 / 4000                 | 238          | 7,3             | 37,0            | -             | 8/1982–12/1985  | 73        |
| B10 3,5 Coupé         | B10              | 3.430          | 6 (12)             | Motronic III          | 192 (261) / 5800              | 346 / 4000                 | 250          | 6,4             | -               | -             | 7/85 - 6/87     | 38        |
| B10 3,5 Coupé Kat.    | -                | 3.430          | 6 (12)             | Motronic III          | 188 (254) / 5900              | 325 / 4000                 | 246          | 6,6             | -               | -             |                 | 6         |
| B7 Turbo Coupé        | B7               | 2.986          | 6 (12)             | Pierburg DL           | 221 (300) / 6000              | 462 / 2400                 | 261          | 6,4             | 24,2            | 26,2          | 12/1978–02/1982 | 153       |
| B7S Turbo Coupé       | B7S              | 3.453          | 6 (12)             | Pierburg DL           | 243 (330) / 5800              | 500 / 3000                 | 269          | 5,7             | 20,7            | 24,9          | 05/1982–09/1982 | 30        |
| B7 Turbo Coupé/1      | B7/2             | 3.430          | 6 (12)             | Motronic II           | 243 (330) / 5700              | 512 / 2400                 | 267          | 5,9             | 19,6            | 25,2          | 04/1984–08/1987 | 110       |
| B7 Turbo Coupé/1 Kat. | B7/3             | 3.430          | 6 (12)             | Motronic ML3.1        | 235 (320) / 5600              | 520 / 2300                 | 265          | 6,1             | 19,8            | -             | 10/1986–06/1988 | 20        |

Da Alpina seit 1978 eigenständiger Fahrzeughersteller ist und daher eigene Fahrgestellnummern vergibt, haben alle Alpinas ab 1978 zwei Fahrgestellnummern: die „originale“ von BMW und die neue von Alpina; in den Fahrzeugpapieren wird allerdings die Alpina-Nummer registriert.

## Bestand in Deutschland
Aufgeführt ist der Bestand an BMW E24 nach Hersteller- (HSN) und Typschlüsselnummern (TSN) in Deutschland laut Kraftfahrt-Bundesamt. Typen mit weniger als 100 Fahrzeugen werden nicht ausgewiesen. Bis 2007 beinhaltete der Bestand neben der Anzahl der angemeldeten Fahrzeuge auch die Anzahl der vorübergehenden Stilllegungen. Seit 2008 enthält der Bestand lediglich den „fließenden Verkehr“ einschließlich der Saisonkennzeichen.
| HSN/TSN  | Modell    | kW     | 1.1.2005 | 1.1.2006 | 1.1.2008 | 1.1.2009 | 1.1.2010 | 1.1.2011 | 1.1.2012 | 1.1.2013 | 1.1.2014 | 1.1.2015 | 1.1.2023 | 1.1.2024 |
| -------- | --------- | ------ | -------- | -------- | -------- | -------- | -------- | -------- | -------- | -------- | -------- | -------- | -------- | -------- |
| 0005/393 | 633 CSi   | 147    | 112      | 100      |          |          |          | 107      | 109      | 117      | 113      | 120      | 157      | 165      |
| 0005/407 | 635 CSi   | 160    | 280      | 245      | 133      | 129      | 154      | 162      | 185      | 198      | 211      | 219      | 319      | 333      |
| 0005/424 | 628 CSi   | 135    | 517      | 455      | 246      | 222      | 210      | 205      | 201      | 193      | 204      | 228      | 300      | 305      |
| 0005/425 | 635 CSi   | 160    | 1.437    | 1.280    | 673      | 651      | 614      | 605      | 599      | 596      | 635      | 683      | 1.005    | 1.017    |
| 0005/434 | M 635 CSi | 210    | 533      | 487      | 247      | 243      | 238      | 229      | 241      | 252      | 252      | 255      | 393      | 407      |
| 0005/445 | 635 CSi   | 136    | 234      | 229      | 127      | 127      | 117      | 104      | 102      | 107      | 104      | 101      | 156      | 158      |
| 0005/468 | 635 CSi   | 155    | 473      | 458      | 317      | 305      | 299      | 301      | 301      | 291      | 298      | 296      | 356      | 349      |
| Quelle   | Quelle    | Quelle | [ 35 ]   | [ 36 ]   | [ 37 ]   | [ 38 ]   | [ 39 ]   | [ 40 ]   | [ 41 ]   | [ 42 ]   | [ 43 ]   | [ 44 ]   | [ 45 ]   | [ 46 ]   |

## Der E24 in Film und Fernsehen
Zuletzt war der 6er als Dienstwagen von Benno Berghammer (Ottfried Fischer) in der Fernsehserie Der Bulle von Tölz zu sehen, in der Fernsehserie Dallas fuhr Cliff Barnes (Ken Kercheval) in einigen Staffeln einen E24, auch im Film Lammbock fährt einer der Protagonisten einen E24, der dort häufig zu sehen ist. Ebenso fuhren Cybill Shepherd und Bruce Willis (Hauptrolle) in der amerikanischen Fernsehserie Das Model und der Schnüffler einen BMW 633 CSi in Gold, genauso fährt Avery Brooks als Hawk einen schwarzen 6er in der US-Serie Spenser mit Robert Urich. Ein attraktives Modell des E24 in rot ist in dem Film Brennpunkt L.A. in einer wilden Verfolgungsjagd mit Riggs und Murtaugh zu sehen. In dem Film Zurück in die Zukunft II fährt Griff mit einem BMW 633 CSi, der zu einem futuristischen Cabrio umgebaut wurde, vor das Cafe der 80er Jahre. Im Film Feuer und Eis ist ein weißer 6er Fahrzeug der Hauptdarstellerin. In der west-/ostdeutschen Beziehungskomödie Karambolage wird ein Cabrioumbau des 6er Karambolagegegner eines Wartburg. Im Musikvideo Do it right (2016) von Martin Solveig kommt ein silberblauer BMW 630 CS vor. Im 1987er Film Die Reise ins Ich wird der Protagonist von einem Auftragskiller in einem BMW Coupe der Baureihe E24 gejagt.
In Folge 98 der Krimi-Serie Tatort mit dem Titel 30 Liter Super ist ein 630 CS zu sehen.